# Lu Shan
Der Lu Shan (chinesisch 庐山) ist ein Berg auf dem Gebiet der kreisfreien Stadt Lushan der Stadt Jiujiang in der chinesischen Provinz Jiangxi. Er ist einer der berühmtesten Berge in China und wurde von der UNESCO zum Welterbe und zu einem Global Geopark erkoren. Von der chinesischen Regierung wird er mit 5A in die höchste Kategorie touristischer Ziele eingestuft. Besonders gerühmt wird seine Landschaft als großartig (雄), überraschend (奇), gefährlich (险) und schön (秀). Seine vielfältige Landschaft und Schönheit gilt in China unter den berühmten Bergen als unübertroffen (匡庐奇秀甲天下). Bereits seit dem Altertum ist er ein wichtiges touristisches Ziel.
Der Lu Shan entstand während der Eiszeit im Quartär. Er befindet sich nördlich der Ebene von Poyang Hu, auf dem Südufer des Jangtsekiang, etwa 200 km südöstlich der Großstadt Wuhan und 100 km nördlich von Nanchang, der Provinzhauptstadt von Jiangxi. Seine Ausläufer erreichen nach Osten und Nordosten den größten Süßwassersee von China, den Poyang Hu. Der höchste Punkt des Berges ist der Hanyang-Gipfel (汉阳峰), 1474 Meter über dem Meeresspiegel. Da auch im Hochsommer die Temperatur auf dem Berg angenehm kühl bleibt, ist er ein beliebter Ort, um der Sommerhitze zu entkommen.
Der Lu Shan ist auch ein berühmter Kulturberg in China, er wird als eine Miniatur der chinesischen Landschaftskultur angesehen. Seit der Östlichen Jin-Dynastie haben viele berühmte Literaten, Mönche und Politiker hier Spuren hinterlassen. Es gibt über 4000 überlieferte Gedichte, die den Lu Shan beschreiben. Literaten, die großen Einfluss auf den Lu Shan als einen Kulturort haben, gab es bereits seit dem Altertum: Sima Qian, Tao Yuanming, Wang Xizhi, Huiyuan; während der Tang- und Song-Zeit waren es Bai Juyi, Li Bai, Su Shi, Zhu Xi und andere, in der Neuzeit sind es Chiang Kai-shek, Mao Zedong und andere.
In der Neuzeit fanden einige wichtige politische Ereignisse auf dem Lu Shan statt. Seit 1895 begannen Großbritannien, Frankreich, die USA und andere westliche Staaten auf dem Lu-Shan-Gebäude zu errichten. Sie hinterließen bis heute viele westliche Bauten, die den Ursprung der Stadt Guling bilden. Nach dem Nordfeldzug versammelte sich regelmäßig die gesamte Regierung der Republik China auf dem Lu Shan, um der Hitze in der Hauptstadt Nanjing zu entgehen. Lu Shan erlangte den Ruf der „Sommerhauptstadt“ (夏都). Im Juni 1937 kam Zhou Enlai als Abgesandter der Kommunistischen Partei Chinas zum Lu Shan, um mit Chiang Kai-Shek über eine Einheitsfront gegen die japanische Invasion zu verhandeln. Im Juli erklärte Chiang auf Lu Shan Japan den Krieg. In den Jahren 1959, 1961 und 1970 berief Mao Zedong drei Konferenzen mit hochrangiger Parteiführung und erweitertem Politbüro nach Lu Shan ein.

## Namensherkunft

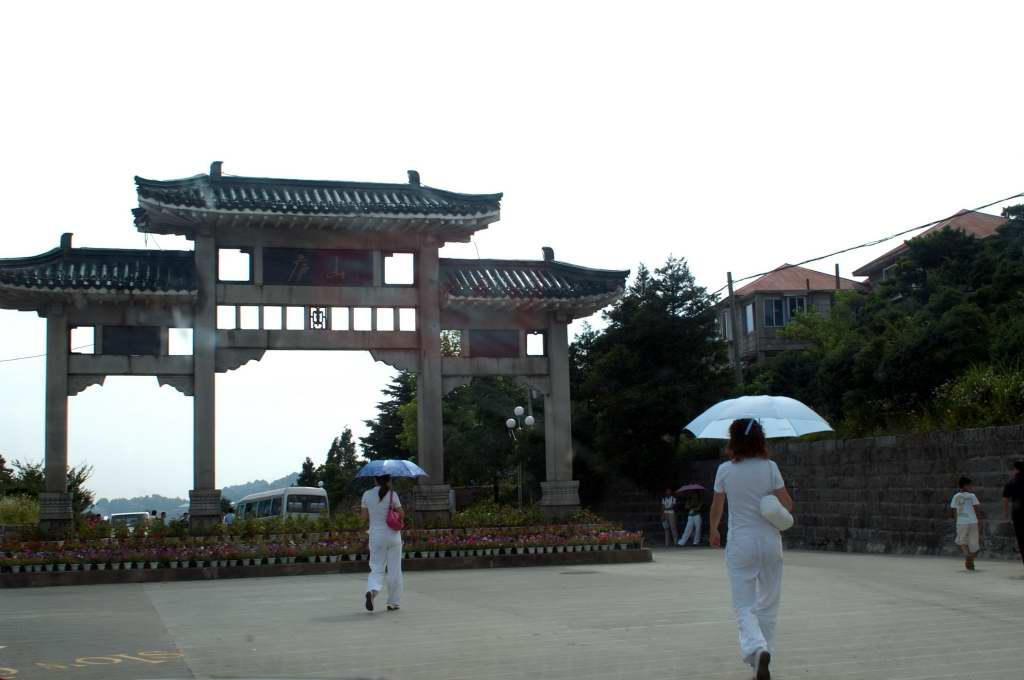
Nordtor

Der Name Lu Shan besteht aus zwei chinesischen Schriftzeichen. 庐 (Lu) benennt ein kleines, einfaches Bauernhaus mit Strohdach, 山 (Shan) bedeutet Berg und wird allgemein in Namen als Kennzeichnung von Bergen benutzt. Lu Shan wurde erstmals in Shiji verwendet. Davor gab es keine schriftlichen Zeugnisse, jedoch ranken sich viele Legenden und mehr oder weniger begründete Theorien um diesen Namen.
Es sind drei Legenden im Umlauf:
1. Zur Zeit der Zhou-Dynastie lebte im Berg ein Taoist, der nach dem Weg des ewigen Lebens suchte. Der König hörte davon und bat ihn zu sich, um die Welt regieren zu können. Der Taoist flüchtete jedoch vor dem Machthaber noch weiter auf den Berg und seine Spuren verloren sich. Später sagte man, dass er den göttlichen Weg gefunden hatte und in den Himmel gestiegen war. Deswegen nannte man den Ort, an dem er gewohnt hatte, das Haus eines Gottes (神仙之庐), woraus sich der Name Lu Shan bildete.
2. Zur Zeit der Zhou-Dynastie war Laozi hier um zu meditieren. Später erlangte er den göttlichen Weg und stieg in den Himmel; nur das Haus, in dem er meditiert hatte, blieb zurück. Von daher kam der Name Lu Shan.[6]
3. Als Liu Bang die Han-Dynastie schuf hatte er viele Helfer, einer davon starb nach der Errichtung der Kaiserdynastie. Um seine Hilfe zu belohnen, gab der Kaiser seinem Sohn das Amt des Herrn von Yue Lu (越庐君). Der Sohn jedoch liebte den Taoismus mehr als sein Amt, also trat er zurück, um Taoismus zu studieren, und so ergab sich der Name Lu Shan.[4][5]

Das Studium von Schriften ergab die Möglichkeit, dass der Name von der Form des Berges hergeleitet wurde: Lu Shan befand sich auf der Ebene um Poyang Hu, er sah aus wie eine Hütte in einem Reisfeld. Unter den kleinen Festliedern im Buch der Lieder kommt der Satz 中田有庐 (Zhong Tian You Lu, Mitten auf dem Feld steht eine Hütte) vor. Der Satz wird als Beschreibung der Form des Berges interpretiert. Im Loblied des Lu Shan (庐山赋) aus der Jin-Dynastie gab es ähnliche Beschreibung (寻阳郡南有庐山，九江之镇也，临彭蠡之泽，持平敝之原). Deswegen ist heute die Mehrheit der Wissenschaftler der Meinung, dass der Name von der Form des Berges hergeleitet wurde. Eine Minderheit vertritt jedoch die These, dass er sich vom Namen eines kleinen Königreiches aus der Vorzeit ableitet. Im Guoyu wurde berichtet, dass zur Zeit der Frühlings- und Herbstannalen die Gegend Kreis Lu (庐邑) hieß. Da der König von Chu diesen Ort öfters besuchte, erlangte er mit der Zeit Bekanntheit und der markante Berg, der sich in dieser Gegend befand, erhielt den Namen Lu Shan.
126 v. Chr. besuchte der Historiker Sima Qian das Gebirge und schrieb in seinem Buch Shiji darüber (余南登庐山，观禹疏九江). Dies war das erste Mal, dass der Name in einem historischen Dokument auftaucht. Er wird seitdem bis heute benutzt.

## Geologie

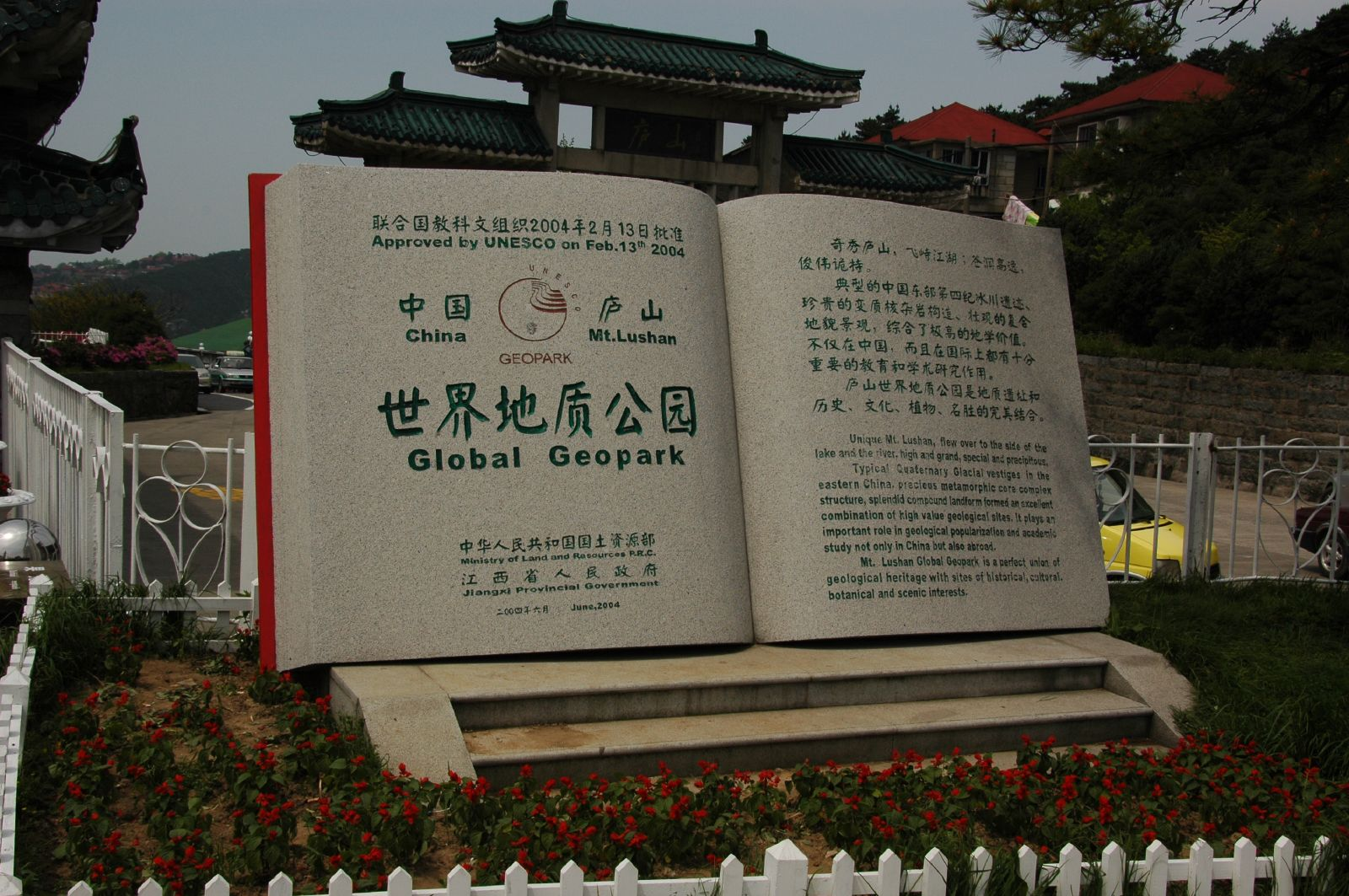
In Stein gemeißeltes Anerkennungsdokument als Geopark

Geologisch gesehen ist der Lu Shan eine abgebrochene Formation. Seine Gesamtform sieht aus wie ein Bunker. Im Detail jedoch hat er zahlreiche Seen, Flüsse, Berggipfel und Hügel. Besonders auffällig sind Charakteristika wie Gletscher aus dem Quartär. Deswegen wurde er auch zum Weltgeopark ernannt. Die Bildung des Gebirgskörpers begann bereits vor einer Milliarde Jahren. Nach einer Serie von Gebirgsbildungen – wie zum Beispiel während der Ediacarium bei der Bildung des Lüliang Shans, während der Kreidezeit bei der Bildung der Yan-Gebirge, sowie vor 20 Millionen Jahren während der Gebirgsbildung des Himalaya – erhob sich der Lu Shan. Dabei brach das Gestein an mehreren Stellen. Während der quartären Eiszeit hob sich die Steinformation weiter nach oben, während das umliegende Land sank. Die dadurch gebrochenen Gesteinsformationen wurden von den Gletschern geteilt und bildeten die Gipfel, während zwischen ihnen steile Täler entstanden. An der Tiefebene bildete sich später Poyang Hu. Besonders im nördlichen Teil haben Faltungen unter Gletscherwirkung viele Steilhänge und Täler ausgebildet, was zur vielfältigen Landschaft des Lu Shans beigetragen hat.
Vor den 1930er Jahren verneinten westliche Wissenschaftler die eiszeitlichen Einflüsse am Lu Shan, ehe Li Siguang diese These widerlegte. Nach Feldforschungen schlussfolgerte Li 1931, dass am Lu Shan zahlreiche Gletscherspuren festzustellen seien. Dadurch wurde bewiesen, dass der Lu Shan durch die Gletscher des Quartärs geformt wurde. Ferner konnte Li belegen, dass während der quartären Eiszeit die Gletscher des Lu Shans sich in den umliegenden Tiefebenen ausbreiteten, so dass der Lu Shan in der Tat das Zentrum jener Eiszeit in China war. Heute kann man auf dem Lu Shan viele sehr typische Gletscherhinterlassenschaften besichtigen. Seine einzigartige geologische Formation war ausschlaggebend dafür, dass er zum Weltgeopark auserkoren wurde.
Die UNESCO erkannte den Lu Shan 2004 als einen der ersten Global Geoparks an.

### Geologiemuseum
Um die geologische Forschung sowie die Entstehung der ungewöhnlichen Landschaft dem Publikum näherzubringen, wurde 1984 die ehemalige Villa von Mao zum Geologischen Museum des Lu Shan umgebaut. Das Museum hat vier Ausstellungsräume. Neben umfangreichen Gesteinsproben beherbergt das Museum viele Dokumente. Außer erziehender Wissensvermittlung bietet es Forschern und Instituten Daten als Forschungsmaterial.

## Geographie
Der Lu Shan befindet sich südlich des Jangtsekiang, am Ufer des Poyang-Sees. Auf seiner westlichen Seite verlaufen die Beijing-Kowloon-Eisenbahn sowie die Fuzhou-Yinchuan-Autobahn. Die Bergkette erstreckt sich vom Nordosten nach Südwesten. Die Gesamtfläche des Bergmassivs beträgt 282 Quadratkilometer, die Fläche des Landschaftsparks beträgt 302 Quadratkilometer, darum herum befindet sich noch eine 500 Quadratkilometer große Schutzzone. Das Gebirge ragt fast senkrecht aus der Ebene hervor. Die höchste Stelle ist der Hanyang-Gipfel (1474 m). Nahe dem Gipfel gibt es zwei seichte Täler mit klaren Bächen und schöner Landschaft, in denen die Stadt Guling entstand. 76,6 % der Fläche des Bergmassivs ist bewaldet. Er bildet einen „natürlichen botanischen Garten“. Der Lu Shan wird oft von Nebel umhüllt. Der Dichter Su Shi aus der Song-Dynastie beschrieb ihn mit 不识庐山真面目，只缘身在此山中 („Du erkennst die wahre Gestalt des Lu Shan nicht, weil Du Dich inmitten des Gebirges befindest“). Neben Mogan Shan, Beidaihe und Jigong Shan gilt der Lu Shan als einer der vier idealen Orte in China, um der Sommerhitze zu entkommen.

### Klima und Hydrographie

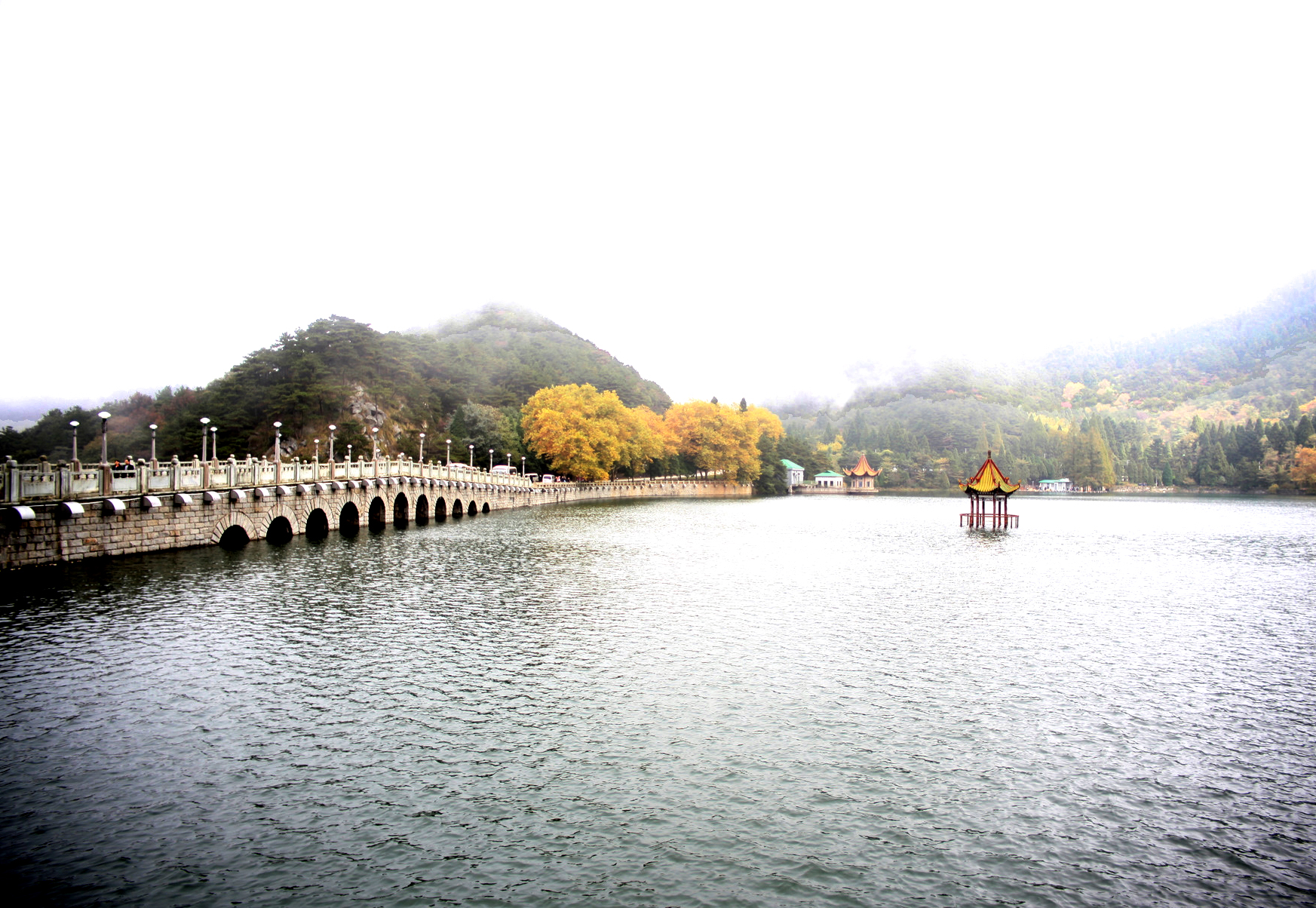
Der Lulin Hu ist der Haupttrinkwasserspeicher des Bergmassivs.

Der Lu Shan befindet sich in der subtropischen Monsunzone, hat sehr hohe Regenmengen und ein sehr ausgeprägtes Gebirgsklima. In Guling beträgt die Jahresdurchschnittstemperatur 11,6 °C. Dies ist um 5 bis 6 Grad niedriger als in den umgebenden Ebenen. Der Juli ist der heißeste Monat mit einer Durchschnittstemperatur von 25,6 °C. Die höchste jemals gemessene Temperatur ist 32 Grad. Dies ist bei weitem niedriger als in der Stadt Jiujiang. Deswegen ist der Lu Shan ein berühmter Ort, um der Sommerhitze zu entkommen. Der Winter auf dem Lu Shan ist etwa zwei Monate länger als in der Ebene. Dazu gibt es oft Schnee. Der Januar ist der kälteste Monat, die Durchschnittstemperatur beträgt −2,9 °C, die Rekordtemperatur beträgt −16,8 °C. Wegen seiner dichten Pflanzenbedeckung und hohen Verdunstungsrate sowie der niedrigen Temperatur ist die Feuchtigkeit auf dem Massiv sehr hoch. Deswegen gibt es auf dem Massiv oft Nebel und starken Wind. Im Jahresdurchschnitt ist die Bergkette 200 Tage von Nebel verhüllt und in durchschnittlich 100 Tage gibt es starken Wind.
Der Lu Shan befindet sich im Einzugsbereich des Jangtsekiang und gehört auch zum Einzugsbereich des Poyang Hu. Obwohl er keine großen Flüsse vorzuweisen hat, gibt es sehr viel Grundwasser, dazu hat er viele Bäche. Durch die Steilhänge finden sich an seinen Flanken ebenso zahlreiche Wasserfälle. Der berühmte Sandiequan-Fall (三叠泉瀑布) hat eine Fallhöhe von 155 Meter. Der Tang-Dichter Li Bai beschrieb ihn mit dem Satz 飞流直下三千尺 („Der fliegende Strom fällt dreitausend Chi“). Die durchschnittliche Niederschlagsmenge auf dem Berg wird mit 2068,1 mm angegeben, wobei sie sich maßgeblich auf die Monate Mai bis Juli konzentriert. Der größte See des Bergmassivs, der Lulin Hu, befindet sich in 1040 m Höhe. Er ist ein künstlicher See, der durch einen im Jahr 1954 gebauten Damm aufgestaut wurde. Seine Fläche beträgt 90.000 Quadratmeter, und er besitzt eine Speichermenge von 1,2 Millionen Kubikmetern. Er ist der Haupttrinkwasserspeicher der Bergbewohner.

### Boden und Flora

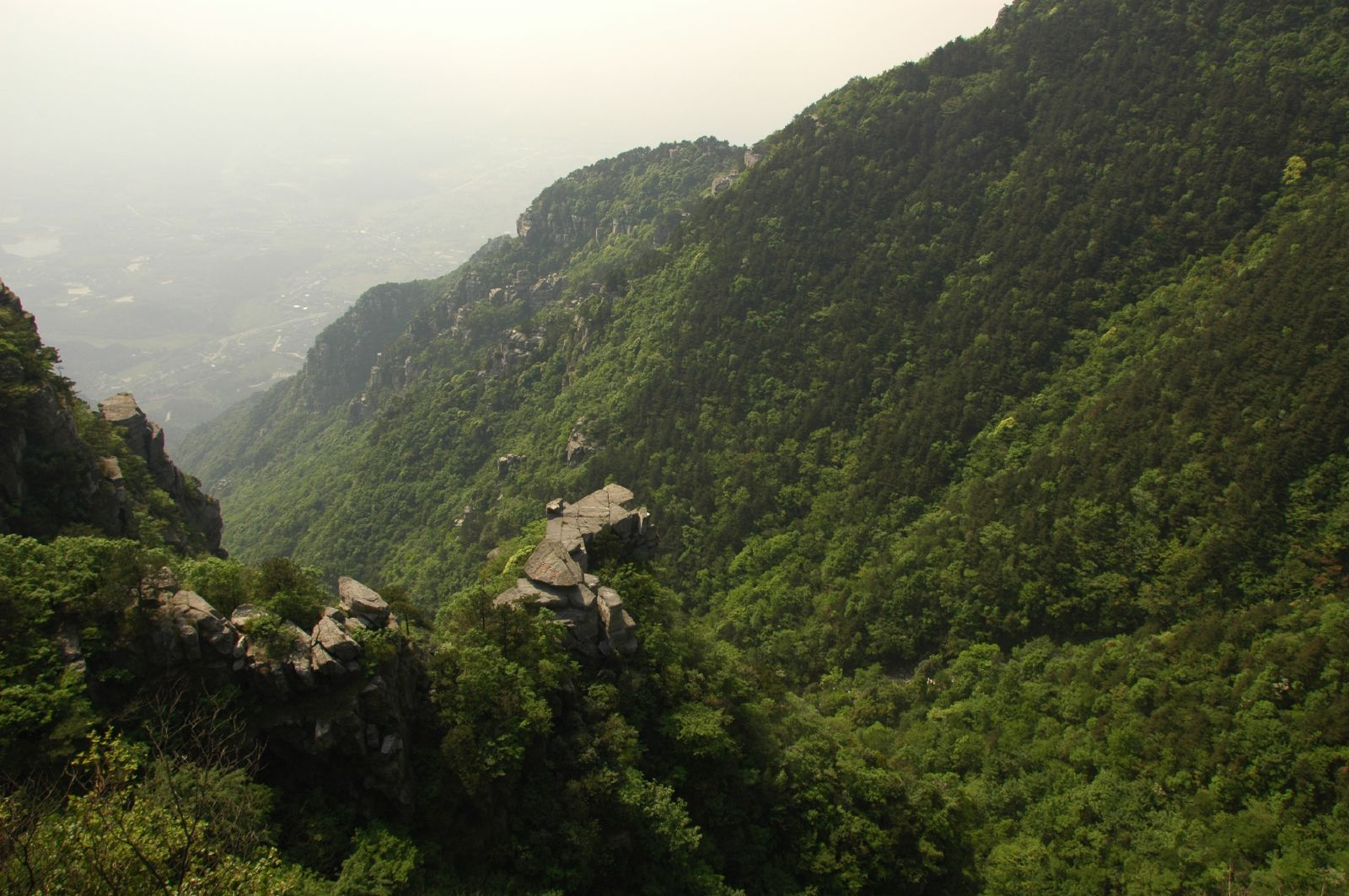
Bewaldeter Berghang

Unterhalb von 400 Meter Höhe besteht der Boden hauptsächlich aus rötlicher Erde, zwischen 400 und 1200 Metern ändert sich die Farbe des Erdbodens zu bräunlichen und gelblichen Tönen, oberhalb von 1000 Meter gibt es hauptsächlich braune Erde.
Die Lebensbedingungen an und um das Bergmassiv sind sehr schwierig. Nicht nur die Höhe bestimmt die dort wachsenden Arten, sondern auch die Verteilung des Grundwassers und der Bodenwärme. Die Biodiversität am Lu Shan ist sehr hoch, unter anderen wachsen einige sehr alte Baumarten wie der Chinesische Tulpenbaum und das Fingerfruchtgewächs Sargentodoxa cuneata. Es existieren insgesamt 210 Familien, 735 Gattungen und 1720 Arten. Die Klimazonen variieren von der tropischen über die subtropische bis zur gemäßigten Zone. Unterhalb von 700 Metern überwiegen immergrüne Laubwälder, zwischen 600 und 100 Meter gehen die Baumarten allmählich zu laubabwerfenden Bäumen über. Über 1300 Meter wachsen hauptsächlich Nadelbäume. Zu den besonders wertvollen Baumarten gehören die Sicheltanne, die Hinoki-Scheinzypresse und die Kiefernart Pinus hwangshanensis. Der 1934 errichtete Botanische Garten Lu Shan gehört heute der Chinesischen Akademie der Wissenschaften. Der Botanische Garten hat eine Fläche von 300 Hektar und beherbergt über 3400 Arten. Mit fast 300 Instituten aus über 60 Staaten unterhält er Kooperationsbeziehung.

### Fauna
Wegen der vielfältigen Lebensumgebungen gibt es auf dem Lu Shan eine Vielzahl von Tieren, besonders zahlreich sind Insekten vertreten. Bislang bekannt sind 28 Ordnungen, 163 Familien und über 2000 Arten. Davon sind einige wie der Spanner Ourapteryx nigrociliaris, die Feldheuschrecke Sinopodisma kellogii und die Keulhornblattwespe Leptocimbex gracilentus auf dem Berg endemisch. Bekannt sind außerdem etwa 170 Vogelarten aus 16 Ordnungen und 42 Familien. Der südöstliche Teil des Bergmassivs ist mit dem Poyang Hu zusammen als Schutzgebiet für Zugvögel ausgewiesen. Hier wurden bislang 15 Ordnungen, 37 Familien und 148 Arten registriert. Von Säugetieren sind bislang sieben Ordnungen, 14 Familien und 37 Arten bekannt, von den Amphibien sind drei Ordnungen, zehn Familien und 33 Arten bekannt, einige davon sind gefährdete Tiere wie der Chinesische Riesensalamander und der Frosch Quasipaa spinosa.

### Gipfel
Der Lu Shan hat viele Gipfel. Je nach Zählweise gibt es über 90 oder über 170. Besonders bekannt sind unter anderen der Hanyang- und der Wulao-Gipfel (五老峰). Der Hanyang-Gipfel befindet sich auf der südlichen Seite des Massivs, etwa 14 km von Guling entfernt. Angeblich konnte man darauf die Lichter von Hanyang sehen und so erhielt er seinen Namen. Der Hanyang-Gipfel hat eine Höhe von 1474 Meter und ist der höchste Gipfel des Lu Shan. Auf dem Gipfel gibt es eine Aussichtsplattform sowie eine Steinstele. An klaren Tagen kann man von dem Gipfel aus den Poyang-See sowie Jiujiang und den Jangtsekiang überblicken. Der Wulao-Gipfel befindet sich auf der nordöstlichen Seite des Massivs. Der Name kommt von seinem Aussehen, das an fünf sitzende oder stehende Ältere erinnert (Wu, 五, bedeutet ‚fünf‘, Lao, 老, bedeutet ‚Alte‘). Der Wulao-Gipfel erreicht 1436 Meter. Li Bai beschrieb ihn als „Der Himmel schnitt einen goldenen Hibiskus aus den Steinen“ (青天削出金芙蓉). Zu den anderen Gipfeln schrieb Li Bai „Wenn die Sonne scheint, steigt Rauch auf, als ob sie Weihrauchfässer wären“ (日照香炉生紫烟).

## Geschichte

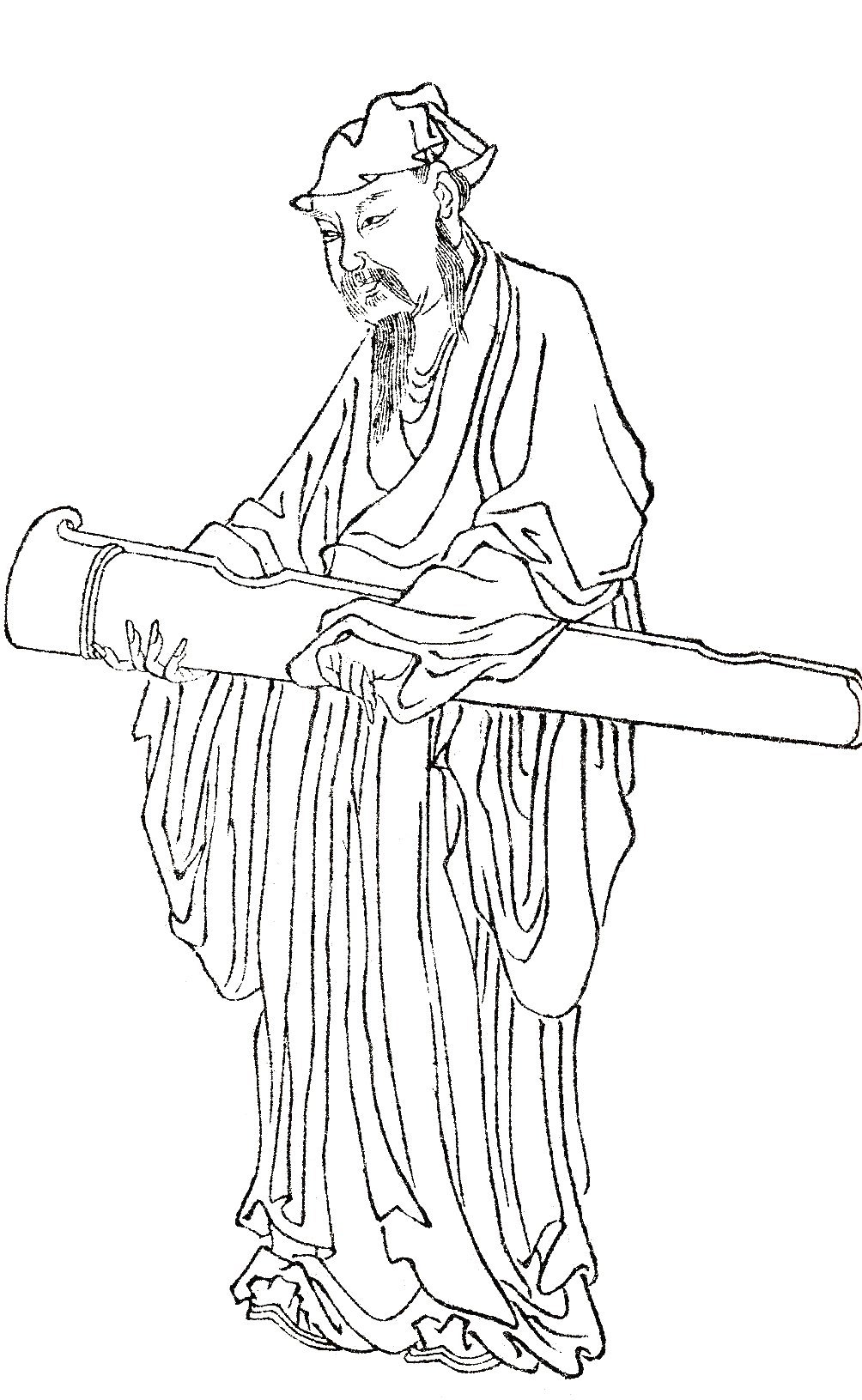
Tao Yuanming war einer der Dichter, die auf dem Lu Shan gelebt haben.

### Frühzeit
Bevor Qin Shihuangdi China einte, befand sich der Lu Shan im Territorium des Königreichs Chu. Danach gehörte er zur Kommandantur Jiujiang (九江郡). 201 v. Chr. zur Zeit des Han Wendi entstand hier einen Vasallenkönigreich (庐江国). 126 v. Chr. bestieg Sima Qian den Berg und benutzte erstmals den Namen Lu Shan. 122 v. Chr. zur Zeit des Han Wudi wurde er dem Kreis Caisang (柴桑县) zugeschlagen. 221 teilte Sun Quan den Lu Shan zur Kommandantur Wuchang (武昌郡). 291 zur Zeit der Westlichen Jin wurde er wieder zum Kreis Caisang zugerechnet. 367 wurde der buddhistische Tempel Xilin (西林寺) eröffnet, Huiyuan (慧远) wurde sein Vorsteher. Seit 405 wohnte Tao Yuanming auf dem Berg und schrieb dort mehrere Gedichte. 412 starb Huiyuan auf dem Lu Shan. 483 kam Lu Xiujing nach Lu Shan. Danach wurden in den Jahren 483, 489 und 536 drei bedeutenden daoistischen Tempeln gebaut. Seitdem ist der Lu Shan ein wichtiger Ort des Daoismus.

### Sui- und Tang-Zeit
589 vernichtete die Sui-Dynastie die Chen-Dynastie. Caisang wurde in Kreis Xunyang (寻阳) umbenannt. Während der Südlichen Tang-Zeit wurde er dem Kreis Dehua (德化) zugeschlagen. Während dieser Zeit entstanden neue daoistische Tempeln. 750 kam Jianzhen auf den Lu Shan und wurde Lehrer des Tempelvorstehers des Donglin Tempels. 756 kam Li Bai zum Lu Shan und schrieb mehrere Gedichten, die die Nachwelt nachhaltig beeinflussten. 795 kam Li Bo (李渤) auf den Lu Shan. Aus seinem Haus entwickelte sich später die Akademie zur Weißen-Hirsch-Grotte. 815 wurde der Dichter Bai Juyi nach Jiujiang (damals mit dem Namen Jiangzhou) degradiert. Er baute auf dem Berg eine Strohhütte. 821 erweiterte Wang Bo die Akademie und konnte einen hohen buddhistischen Mönch bewegen, einem Tempel auf dem Lu Shan vorzustehen. Während der Rebellion des Generals Gao Pian 880 wurden die Werke von Bai Juyi und Huiyuan zerstört. 937 wurde die Akademie abermals erweitert. 951 stiftete der Kaiser der Südlichen Tang-Dynastie 10.000 Pfund Silber, um Land für die Akademie zu kaufen und eine Pagoda im Xilin-Tempel zu bauen.

### Von Song- bis Qing-Zeit
1008 wurde die Akademie abermals erweitert. In den Jahren 1036, 1053 und 1059 besuchten jeweils Fan Zhongyan, Ouyang Xiu und Wang Anshi den Lu Shan. Seit 1072 wohnte Zhou Dunyi auf dem Lu Shan und eröffnete eine eigene Schule hier. In den Jahren 1080, 1084 und 1094 besuchten Su Zhe, Su Dongpo und Huang Tingjian den Lu Shan. 1129 wurde der Lu Shan von den einfallenden Truppen der Jin gebrandschatzt. In den Jahren 1170 und 1178 besuchte Lu You den Berg. 1179 wurde Zhu Xi nach Jiujiang versetzt. Er baute die in den Kriegswirren zerstörte Akademie wieder auf. Lu Jiuyuan wurde 1181 Lehrer der Akademie. 1182 nahm Zhi Xi 300.000 Pfund Silber, um die Halle der Riten der Akademie zu bauen. 1191 wurde der dreistufige Wasserfall bekannt. 1208 wurden zwei Chroniken über den Lu Shan veröffentlicht. 1324 wurde ein Buch über Personen und Kultur des Berges veröffentlicht. 1351 wurde die Akademie abermals von Kriegswirren zerstört. 1352 wurden auch die buddhistischen Tempel zerstört. 1360 ernannte Chen Youliang in Jiujiang sich selbst zum Kaiser und begann einen langwierigen Stellungskrieg mit Zhu Yuanzhang um den Lu Shan und Poyang Hu.
Zhu Yuangzhang war es auch, der den Lu Shan zu einem heiligen Berg (Yue, 岳) erhob und ihn somit mit den anderen fünf heiligen Bergen gleichstellte (diese Stellung konnte sich jedoch nicht über längere Zeit durchsetzen). Von 1411 wurde das Kerngebiet des Berges, inklusive der Gipfel, zum Sperrgebiet erklärt, nur der Kaiser und von ihm genehmigten Personen durften es betreten. Diese Anordnung wurde später auch von der Qing-Dynastie übernommen. 1436 wurde die zerstörte Akademie wiedereröffnet. Bis 1497 zählte sie bereits mehr als 500 Lehrer und Schüler. Ab 1573 wurden weitere buddhistische Tempel gebaut. 1579 befahl Kaiser Wanli die Auflösung aller Akademien und auch die Akademie zur Weißen-Hirsch-Grotte war betroffen. Die Akademie konnte jedoch nach wenigen Jahren wiedereröffnet werden. 1645 wurden Jiujiang und der Lu Shan von den Truppen der Südlichen Ming-Dynastie verwüstet. 1668 wurde das 15-bändige „Buch vom Lu Shan“ veröffentlicht. 1694 wurde der Landbesitz der Akademie von der Regierung konfisziert und die Akademie musste deswegen verkleinert werden. Zwischen 1853 und 1856 war Jiujiang Kampfgebiet zwischen Taiping-Aufständischen und Qing-treuen Truppen. Mehrere Tempel erlitten dabei Zerstörungen.

### Edward Selby Little
Infolge der Ungleichen Verträge musste das Kaiserreich China 1860 Jiujiang als Vertragshafen deklarieren. Viele westliche Abenteurer kamen deswegen nach Jiujiang. 1884 besetzten russische Händler den Jiufeng-Tempel auf dem Lu Shan und begannen die Besetzung der Westmächte des Lu Shan. Vor diesem Hintergrund kam Edward Selby Little auf den Lu Shan. Durch Bestechung gelang es Little 1885, in Guling 4500 Mu Land zu pachten. Wegen Streitereien mit den Bauern auf dem Berg konnte das Land jedoch über längere Zeit nicht effektiv genutzt werden. Nach der verlorenen Seeschlacht am Yalu war die Qing-Regierung sehr geschwächt. Mit Hilfe der britischen Regierung gelang es Little, eine Konzession für 999 Jahre zu erzwingen. Danach errichtete Little eine Firma, um das Land zu vermarkten und zu verpachten. Er engagierte einen deutschen und einen britischen Ingenieur, um das Land zu verplanen. Sie bauten und erweiterten zuerst die Wege auf dem Berg und pflasterten alle Wege mit Steinplatten. Ferner teilten sie das Land in kleinere Grundstücke. Die Nutzungszwecke der einzelnen Grundstücke wurden fest definiert. Es gab jedoch keine Einschränkung in Bauart und Baustil. Über alle möglichen Kanäle fing Little an, Werbung für den Lu Shan zu machen und gewann so viele Ausländer dafür, dass sie auf dem Berg Land erwarben und Gebäude errichteten. Bis 1927 wurden bereits über 560 Villen erbaut.
Nach westlichem Vorbild errichtete Little 1908 ein Katasteramt für Guling. 1914 erwarb auch Frankreich eine Konzession auf dem Lu Shan und es kam zu Auseinandersetzungen mit den dort lebenden Mönchen. 1919 eröffnete Russland eine Bank in Guling. Wegen seines Beitrags zur Entwicklung und Aufbau von Guling wird Little als „der Mann, der das Schicksal des Lu Shans veränderte“ verehrt. 1929 wurde Little von der britischen Regierung beauftragt, die Entwicklung der Kolonie Neuseeland zu leiten.

### Von der Rücknahme der Konzessionen bis zu den Konferenzen von Lu Shan

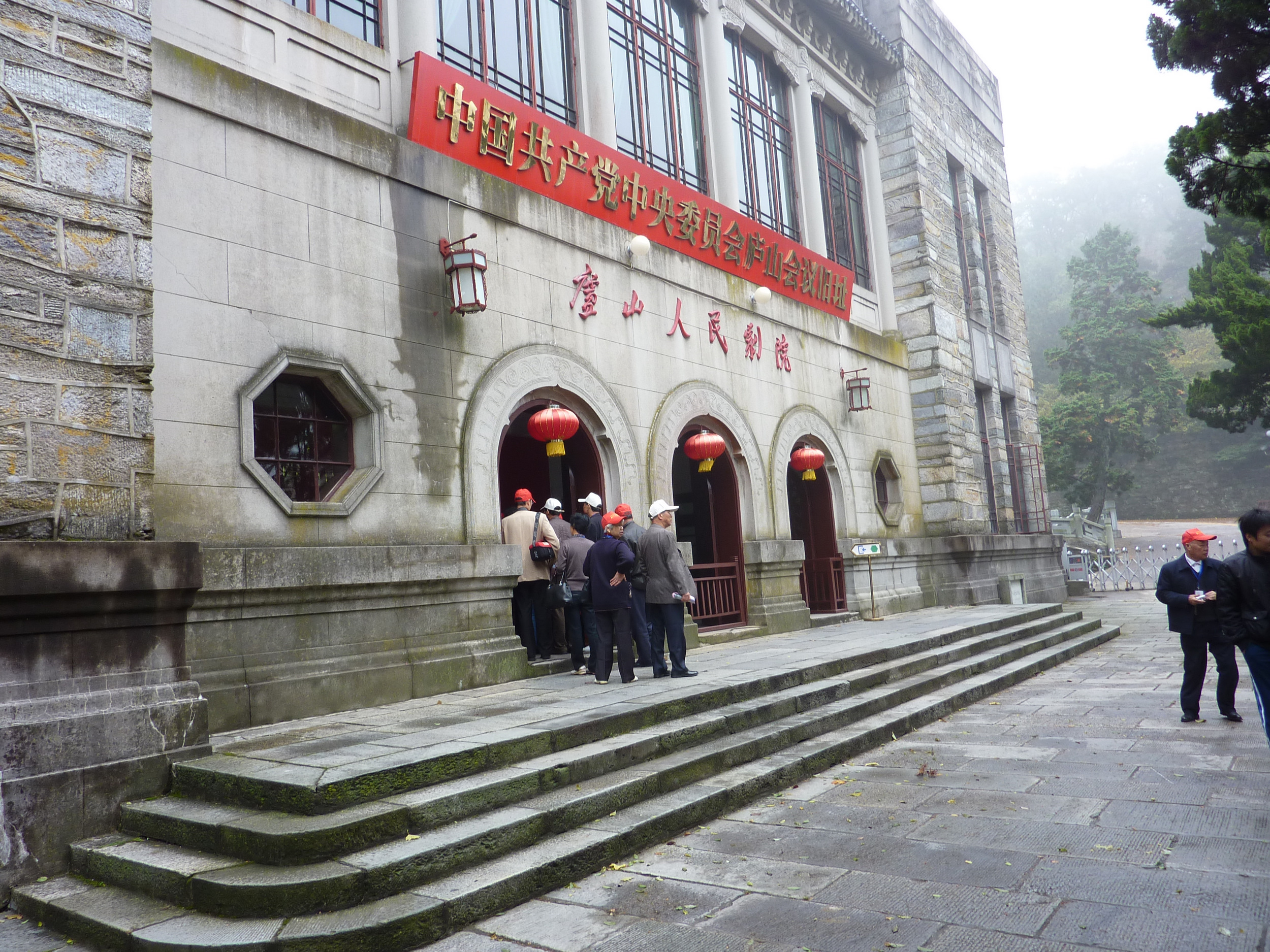
In diesem Gebäude wurde die Lu Shan Konferenz der KPC eröffnet.

1924 zog China die russische Konzession zurück und öffnete den Berg für die Öffentlichkeit. 1927 wurde ein Verwaltungsamt Lu Shan gegründet, das der Stadt Jiujiang unterstellt ist. Innerhalb der Konzessionen wurde die Polizeigewalt wieder China unterstellt. Nach der Chinesischen Wiedervereinigung 1928 wurde Lu Shan zur Sommerhauptstadt von China erklärt. 1932 versammelte Chiang Kai-shek seine ranghohen Generäle auf dem Lu Shan, um den Angriff auf die Kommunisten zu planen. 1934 wurde der botanische Garten eröffnet. 1935 wurde die Konzession an Großbritannien zurückgezogen. Nach dem Zwischenfall an der Marco-Polo-Brücke hielt Chiang im Juli 1937 eine vielbeachtete Rede auf dem Lu Shan, die allgemein als der Beginn des chinesischen Widerstands gegen die japanische Invasion angesehen wird. 1938 wurde der Lu Shan von den vorrückenden Japanern eingeschlossen. Die chinesischen Truppen leisteten neun Monate Widerstand, währenddessen viele Tempel und Gebäude von Kanonenfeuer getroffen und zerstört wurden. Am 18. April 1939 besetzten japanische Truppen Guling. Nach der japanischen Kapitulation übernahm die chinesische Regierung im Oktober 1945 wieder den Lu Shan. 1946 wurde die Lu-Shan-Mittelschule eröffnet. Am 16. April 1947 verwüstete eine Feuerkatastrophe Guling. Am 18. Mai 1949 wurde der Lu Shan den Kommunisten übergeben.
Die Volksrepublik verlegte das Verwaltungsamt von Jiujiang nach Guling. Im Oktober 1952 begann die Provinzregierung mit dem Bau einer Autostraße nach Guling. Diese Straße wurde im August des folgenden Jahres fertiggestellt. Dies führte zu erhöhtem Touristenaufkommen. In den Jahren 1954 und 1956 wurden zwei Stauseen errichtet. Sie werden als Trinkwasserquelle und für die Elektrizitätserzeugung genutzt. In den Jahren 1959, 1961 und 1970 fanden drei Konferenzen der Parteizentrale der Kommunisten Partei China auf dem Lu Shan statt. 1971 wurde die Autostraße aus dem Süden fertiggestellt.

### Entwicklung des Tourismus
Durch den Film Die Liebe auf dem Lu Shan von 1980 erlangte der Berg große Bekanntheit in China und der Tourismus boomte. 1982 wurde der Lu Shan vom Staatsrat zum nationalen Tourismusschwerpunkt ernannt. Ein Generalplan für den Aufbau der Landschaftszone wurde entworfen. 1984 wurde ein Verwaltungsamt für die Landschaftszone errichtet und Fußwege gebaut, die die Sehenswürdigkeiten miteinander verbinden. 1994 wurde dem Lu Shan von der chinesischen Regierung eine Auszeichnung für die Hygieneanlagen verliehen. Anfang 1996 wurde der Wanderweg nach Xu Xiake benannt. Im Dezember 1996 wurde der Lu Shan von der UNESCO zum Welterbe ernannt, was zu einer weiteren Steigerung der Touristenzahlen führte. Am 13. Februar 2002 ernannte die UNESCO den Lu Shan zum Weltgeologiepark und machte ihn noch bekannter. Im November 2006 erhöhte das Verwaltungsamt die Eintrittsgebühr drastisch, was zu heftigen Kontroversen führte.

## Religionen

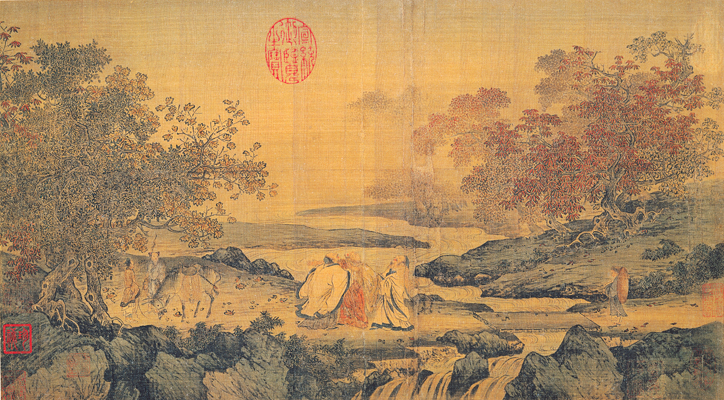
Das Bild 虎溪三笑图 (Drei Lachende am Huxi, Auszug) aus der Song-Dynastie zeigt Huiyuan (Buddhist, Mitte), Lu Xiujing (Daoist, links) und Tao Yuanming (Konfizianer, rechts) bei einem Treffen auf dem Lu Shan und symbolisiert das harmonische Beisammensein der drei Religionen.

Der Lu Shan ist weder für den Buddhismus noch für den Daoismus ein heiliger Berg. Dennoch ist die Aktivität dieser beiden Religionen hier besonders hoch. Bedeutende Buddhisten wie Huiyuan und Daoisten wie Lu Xiujing haben hier gewirkt. Zur Gipfelzeit gab es auf dem Berg 360 buddhistische und etwa 200 taoistische Tempel und Klöster. Damit war der Lu Shan ein religiöses Zentrum in Südchina. Religion hatte in der Entwicklung des Lu Shans eine gewichtige Rolle gespielt. Die religiösen Impulse, die vom Lu Shan kamen, hatten einen großen Einfluss auf den Rest von China. Seit Ende des 19. Jahrhunderts kamen nach Little viele Europäer und Amerikaner auf den Lu Shan. Sie bauten Villen und Kirchen und führten die katholische und evangelische Lehre ein. Bis zum Anfang des 20. Jahrhunderts gab es in Guling über eintausend Missionare aus etwa 20 Ländern. Heute gibt es auf dem Lu Shan Buddhismus, Daoismus, Islam, evangelische und katholische Kirchen.

### Buddhismus

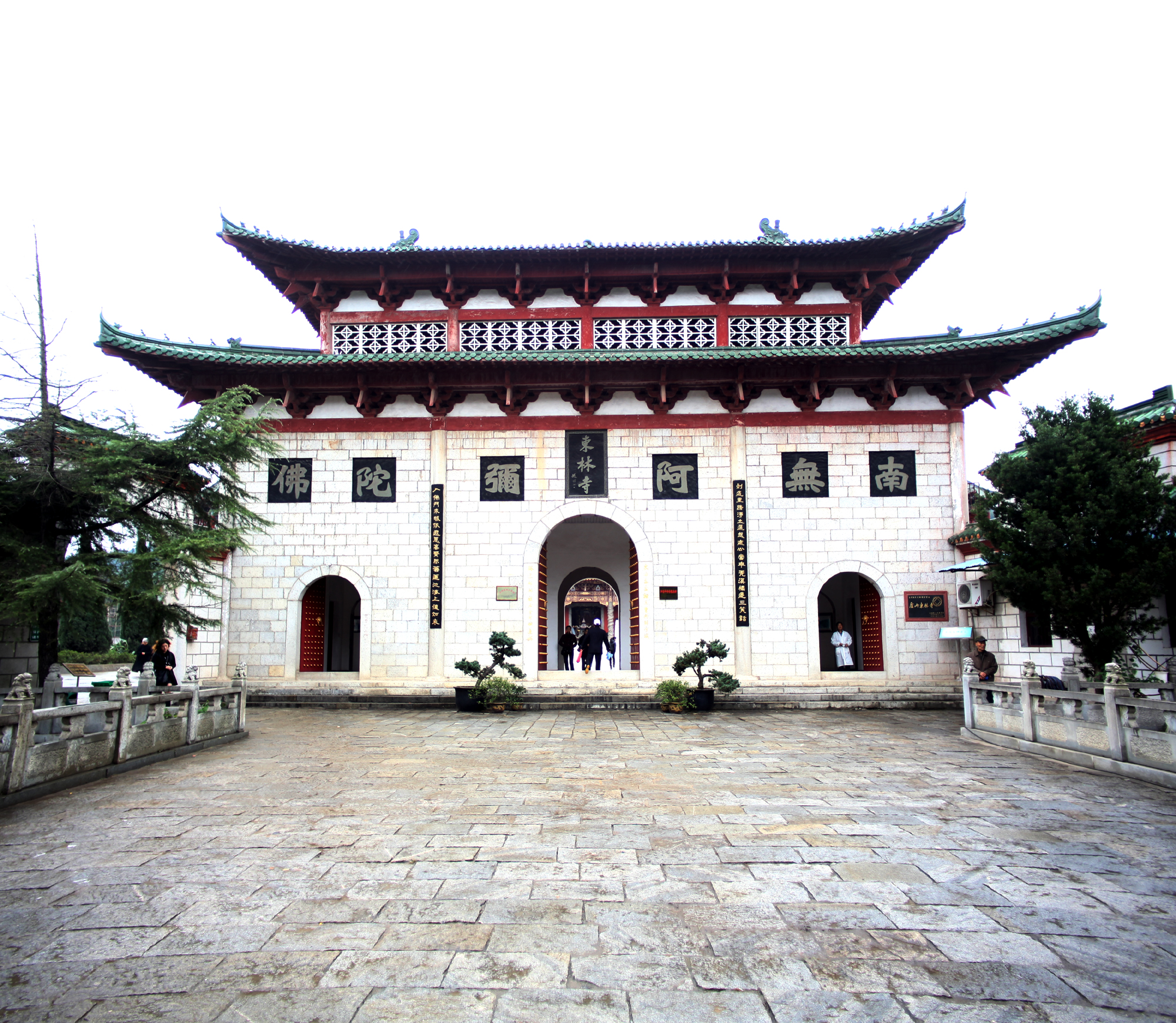
Der Dongling-Tempel ist das buddhistische Zentrum Lu Shans.

Im 4. Jahrhundert gründete Huizong im Dongling-Tempel den Amitabha-Buddhismus und begann eine chinesische Tradition des Buddhismus. Der Tempel wurde 386 von Huiyuan gegründet und ist der einflussreichste Tempel auf dem Lu Shan. Der Berg gilt als einer der acht bedeutenden buddhistischen Orte in China und wurde zeitweise sogar das zweite Zentrum genannt. Tao Yuanming, Li Bai, Bai Juyi, Su Shi und viele andere berühmte Literaten haben den Dongling-Tempel besucht und viele Gedichte hinterlassen. Dies hat zur Bekanntheit des Tempels beigetragen. Zur Gipfelzeit gab es auf dem Berg über 300 Tempel. Bis heute sind im Dongling-Tempel viele wichtige Stelen erhalten geblieben, die die einstige Bedeutung des Tempels dokumentieren.

### Daoismus
Der Legende nach baute einst ein Mann auf dem Berg neben Boyang Hu eine Hütte, um dort zu meditieren und nach dem göttlichen Weg zu suchen, was ihm tatsächlich gelang. Deswegen wurde der Ort, an dem er meditiert hatte, als Hütte eines Gottes angesehen. Seitdem wird der Lu Shan von vielen Daoisten als idealer Ort zur Meditation und Suche angesehen. Zur Zeit der Südlichen Tang kam der berühmte Daoist Lu Xiujing zum Lu Shan, was die Entwicklung des Daoismus auf dem Lu Shan sehr verstärkte. Seitdem existieren Buddhismus und Daoismus Seite an Seite auf dem Berg. Zur Tang-Zeit kam Lü Dongbin auf den Lu Shan. Der Sage nach sollte er hier einem Gott begegnet sein, der ihn in der Schwertkunst unterwies. Heute gibt es noch ein im Stein gemeißeltes Gedicht auf dem Lu Shan, das ihm zugeschrieben wird. Später soll er sich in eine Höhle zurückgezogen und dort seinen göttlichen Weg gefunden haben. 1071 kam Zhou Dunyi auf den Lu Shan und entwickelte dort das Diagramm „Taiji Tu“. „Die Höhle des Gottes“, wo angeblich Lü Dongbin seinen göttlichen Weg gefunden hatte, ist das Zentrum des Daoismus auf dem Lu Shan. Sie ist auch ein Besuchermagnet des Lu Shan.

### Westliche Religionen

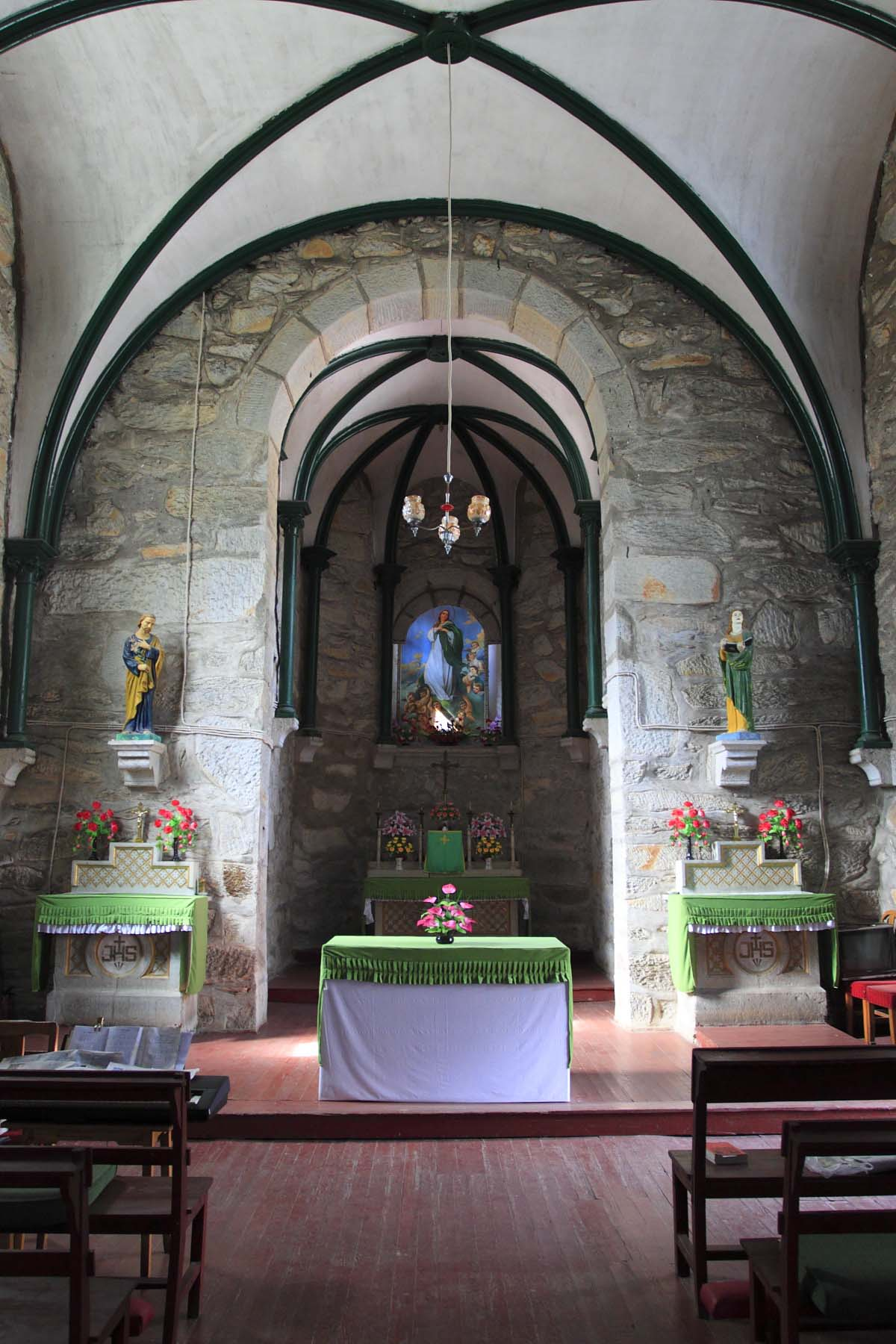
Katholische Kirche

Durch Littles Wirkung auf dem Lu Shan wurde der Berg zu einem Zentrum des Christentums in China. 1886 pachtete Little Land in Guling. Außer Villen wurden auch eine Vielzahl von Kirchen gebaut. Jeden Sommer versammelten sich über hunderte Missionare hier. Die Kirchen übernahmen viele Funktionen in Guling und beteiligten sich auch in der Politik, im Sozialleben und in der Wirtschaft. Neben der Missionierung gaben sie Seminare, eröffneten Schulen, Krankenhäuser, sowie weitere Wohltätigkeitseinrichtungen. Nach der reformierten Kirche kamen später auch die katholische Kirche und die orthodoxe Kirche hinzu. Später kam auch der Islam auf den Lu Shan. Zur Gipfelzeit gab es 13 Kirchen auf dem Berg, etwa 16 unterschiedlichen Kirchen wirkten dort. Die Kirchen hatten auf dem Lu Shan großen Einfluss. Zum Beispiel durften sie eine eigene Polizei unterhalten. Heute sind die meisten Kirchen noch erhalten geblieben und zählen zum kulturellen Erbe des Lu Shans.

## Kultur
Der Lu Shan besitzt in der chinesischen Kultur-, Religions- und politischen Geschichte eine einzigartige Stellung. Seit dem Altertum kamen viele Künstler und Literaten hierher. Deswegen wird er auch als ein Idealbild der chinesischen Landschaftskultur angesehen. Über 4000 Gedichte sind bis heute erhalten geblieben, die den Berg zum Gegenstand haben. Auf über 400 Felsen des Berges sind Gravuren hinterlassen worden. Der Lu Shan wird als der Ursprungsort der chinesischen Landschaftsdichtung und -malerei angesehen.

### Malerei

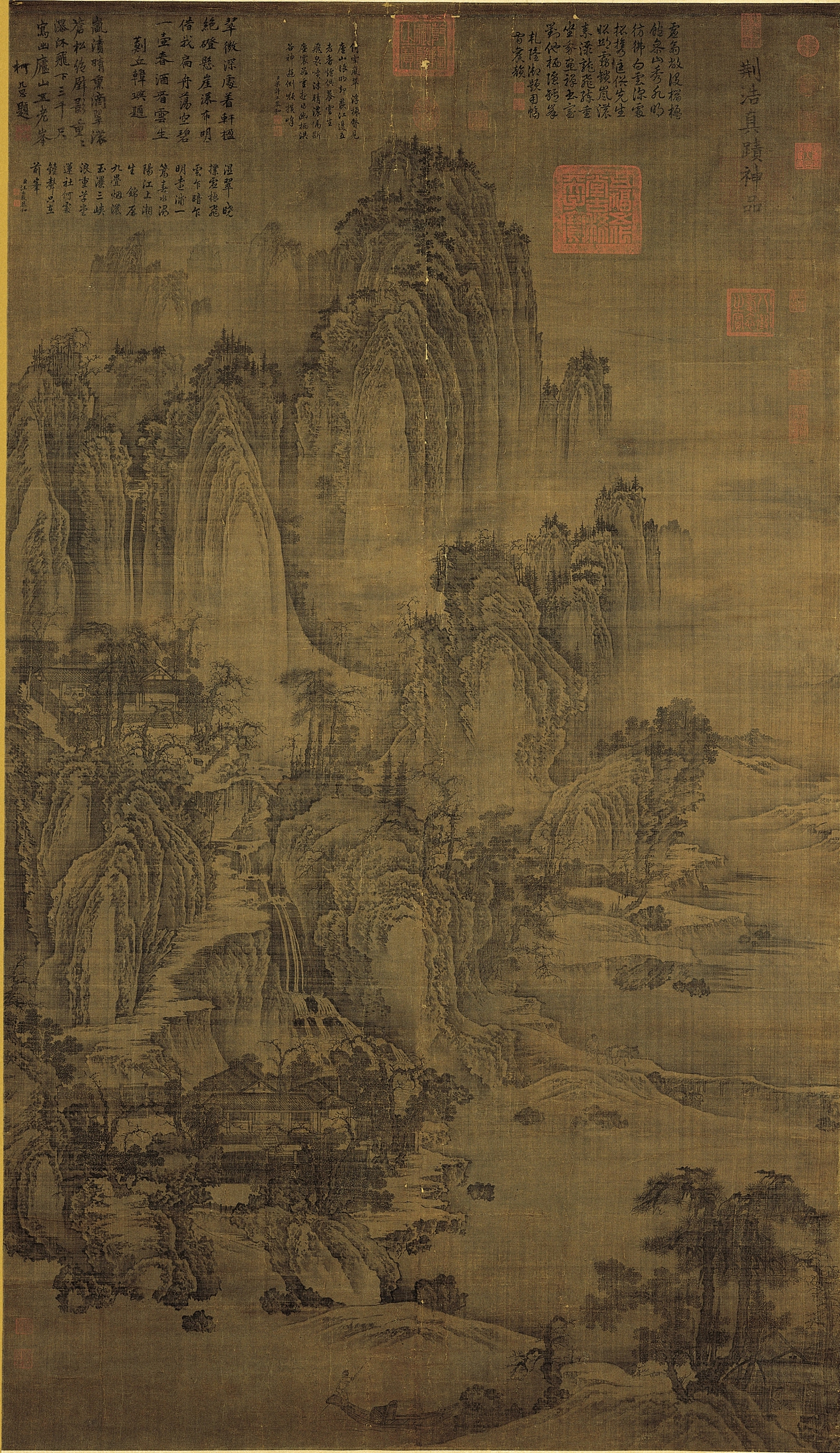
匡庐图 (Bildnis des Lu Shan) von Jing Hao aus der Periode der Fünf Dynastien und Zehn Reiche

Das Bild vom Lu Shan des Malers Gu Kaizhi aus der Östlichen Jin-Dynastie wird allgemein als erste chinesische Landschaftsmalerei angesehen. In der Stilisierung hatte sich Gu von der Philosophie des Mönches Huiyuan beeinflussen lassen. Der Maler Jing Hao aus der Späteren Liang-Dynastie malte das Gesamtbildnis des Lu Shan (匡庐图). Das Bild stellt die steilen Gipfel des Berges dar. Wolken und Wasserfälle im Bild sind sehr detailreich und lebendig gehalten worden. Heute zählt das Gesamtbildnis des Lu Shan als Klassiker der chinesischen Malerei, der von allen Studenten dieser Malertradition studiert werden muss. Shen Zhou aus der Ming-Dynastie malte das Hohe Bild vom Lu Shan (庐山高图). Das Bild gilt als ein Meisterwerk und wird heute im Nationalen Palastmuseum aufbewahrt. Es gibt auch viele moderne Maler, die den Lu Shan als Gegenstand für ihren Werken benutzten, zum Beispiel die Nachahmung von Sheng Zhous Hohem Bild vom Lu Shan von Zhang Daqian.

### Neokonfuzianisches Zentrum

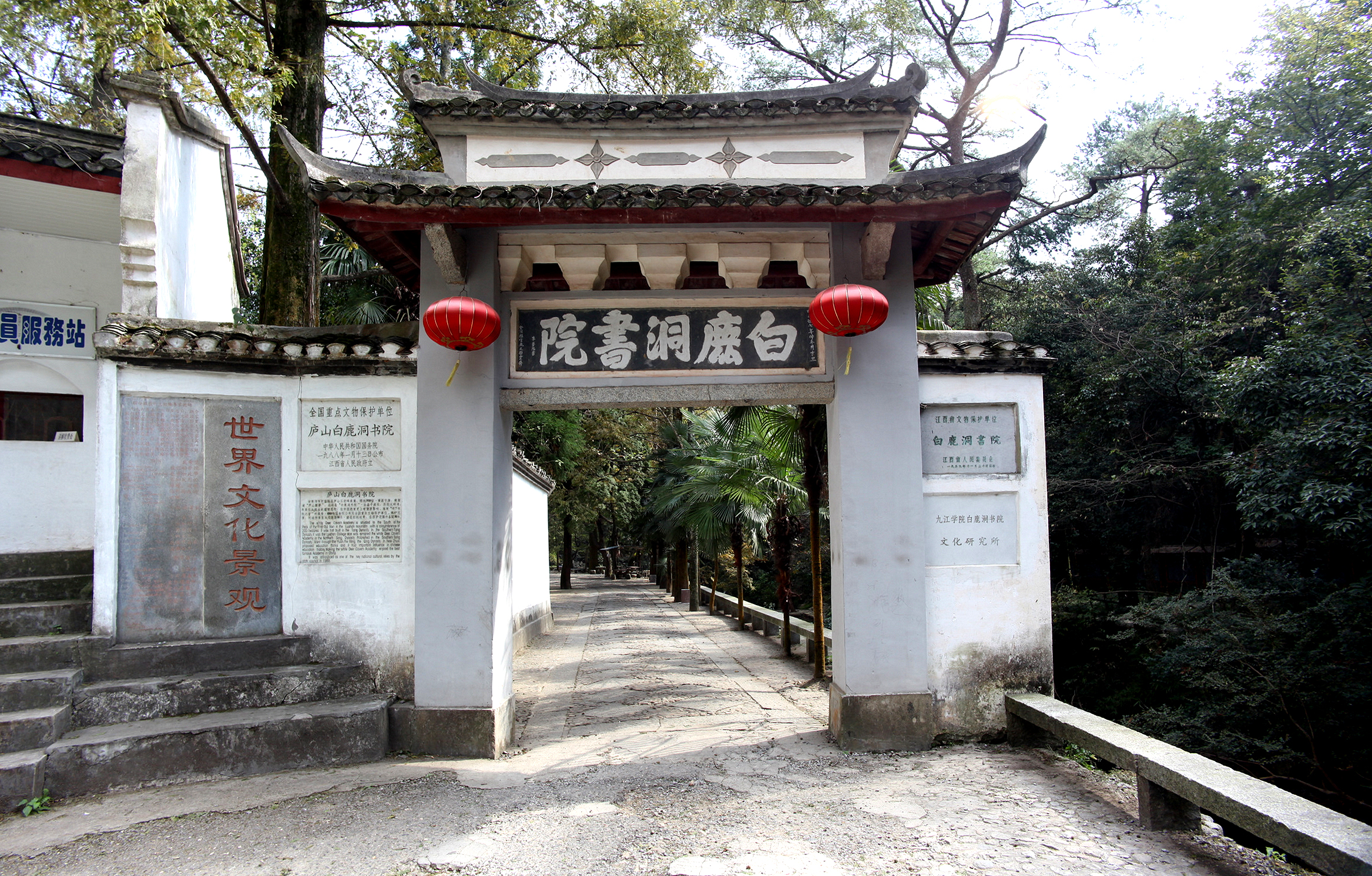
Akademie zur Weißen-Hirsch-Grotte

Auf dem Lu Shan gibt es zwei neokonfuzianischen Zentren. Das eine ist die von Zhou Dunyi errichtete Lotus Grotte, das andere ist die Akademie zur Weißen-Hirsch-Grotte. Zhou Dunyi verließ 1072 den Kaiserhof und ließ sich in der Lotus Grotte nieder. Er eröffnete dort eine Akademie und begann zu lehren. Er verglich sich mit Lotus und schrieb den Artikel Die Liebe zum Lotus, der großen Einfluss auf der Nachwelt hinterließ. Besonders berühmt wurde der Satz „Lotus stammt aus dem Schlamm, wird aber nicht vom Schlamm beschmutzt“ (出污泥而不染). Zhou Dunyi wollte damit sagen, dass er selbst nicht von der Korruption am Kaiserhof beschmutzt wurde. Seine Schüler Cheng Hao und Cheng Yi vervollständigten seine Lehre und bildeten daraus ein in sich geschlossenes philosophisches Gedankengebilde. Während der Südlichen Song-Zeit lehrte Zhu Xi in der Weißen-Hirsch-Grotte. Er entwickelte Zhous Philosophie weiter. Die Theorie von Zhu wurde zur Doktrin der Herrschaft des chinesischen Feudalismus und der Dynastien. Sie hatte profunden Einfluss auf die chinesische Politik und Gesellschaft. Zhu baute ferner die Akademie aus und hob damit die Stellung der Akademie in China. Er verstärkte damit auch die Stellung seiner eigenen Lehre für die nächsten 700 Jahren. Die Weiße-Hirsch-Grotte wurde damit zum Führer der vier großen klassischen Akademien in China.

### Architektur
Die Architektur auf dem Lu Shan ist völlig anders als die unten am Berg in der Stadt Jiujiang. Heute sind auf dem Lu Shan noch mehrere hundert alte Gebäude erhalten geblieben. Sie wurden von Bauherren aus 18 Staaten gebaut, fast alle sind im westlichen Baustil. Die Gebäude benutzen meistens die natürliche Landschaft und greifen nur sehr wenig in die Topographie des Berges ein. Viele Hänge und Leerflächen wurden als Rasen oder Gärten angelegt. Die meisten Gebäude sind ein- oder zweistöckig und haben eine Wohnfläche zwischen 100 und 300 Quadratmetern. Die Dächer sind meistens rot und die Wände werden meistens aus Natursteinen gebaut. Die Baustile entsprechen den jeweiligen Länderstilen der Bauherrn.

### Die Liebe auf dem Lu Shanund sein Einfluss

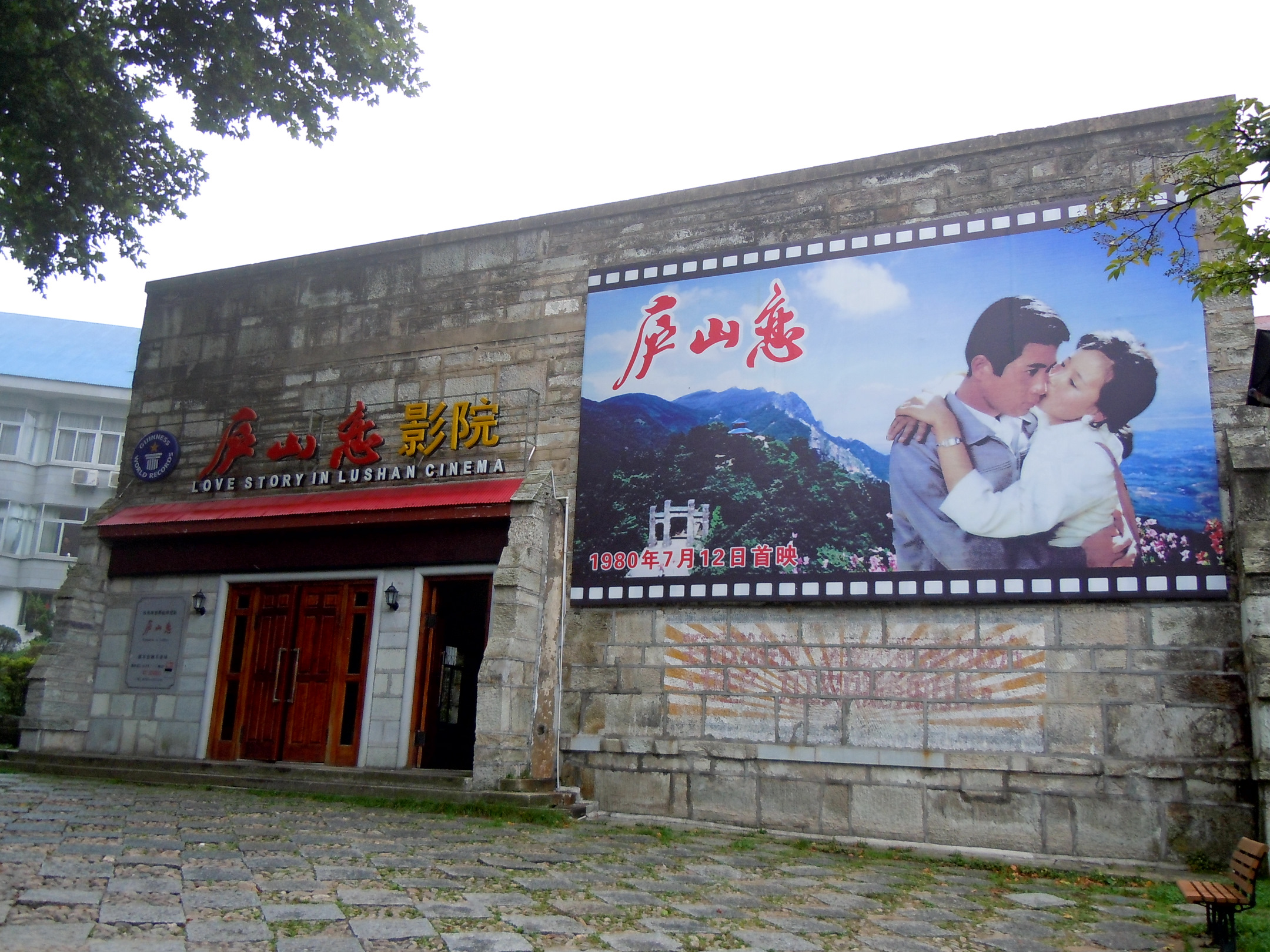
Poster von Die Liebe auf dem Lu Shan vor dem Kino

1980 drehten die Shanghai-Filmstudios auf dem Lu Shan Die Liebe auf dem Lu Shan. Im Film kam die Tochter eines Kuomingtang-Funktionärs, der nach Amerika ausgewandert war, als Touristin auf den Lu Shan und traf dort einen jungen Mann, der der Sohn eines kommunistischen Parteifunktionär war. Sie verliebten sich und heirateten am Ende. Der Film wurde strenger politische Prüfung unterzogen und von den Zuschauern gefeiert. Er charakterisiert die Haltungsänderung der kommunistischen Partei gegenüber der Komingtang und ist eigentlich ein sehr politischer Film. Sowohl die Außen- wie auch die Innenszenen wurden auf dem Lu Shan gedreht. Seit der Uraufführung wird der Film ununterbrochen auf dem Lu Shan aufgeführt und gilt im Guinness-Buch der Rekorde als der am längsten aufgeführten Film.
Vor 1980 durfte sich nur die Führung der Kommunistischen Partei auf dem Berg erholen. Normale Besucher waren nicht erlaubt. Deswegen war der Berg auch kaum bekannt. Nach der Ausstrahlung von „Die Liebe auf dem Lu Shan“ erlangte der Berg schnell Bekanntheit. Viele Besucher kamen, so dass die gesamte Infrastruktur des Berges gar nicht mehr alle Besucher aufnehmen konnte. Viele suchten die Orte auf, die im Film vorkamen. Selbst Orte, die im Studio gedreht worden waren, wurden vergeblich gesucht. Wegen des Ansturms der Besucher wurde 1982 ein Kino ausgewählt, das den Film als Touristenattraktion zeigen sollte.

### Weltkulturerbe
1982 wurde der Lu Shan von der Zentralregierung zum nationalen Schwerpunktlandschaftsgebiet erhoben. 1991 wurde er in die Liste der 40 besten chinesischen Urlaubsorte gewählt. Danach bewarb man den Lu Shan bei der UNESCO nach den Kriterien C(II)(III)(IV) und (VI) als Weltkulturerbe. Auf ihre Sitzung im Dezember 1996 in Mexiko beschloss die UNESCO die Anerkennung. Der offizielle Name ist „Lu Shan Nationalpark“ (庐山国家公园) und die Klassifizierung ist Kulturerbe (Nummerierung 200-015). Durch die Anerkennung erlangte der Lu Shan auch internationale Aufmerksamkeit.

## Politik

### Politisches Zentrum

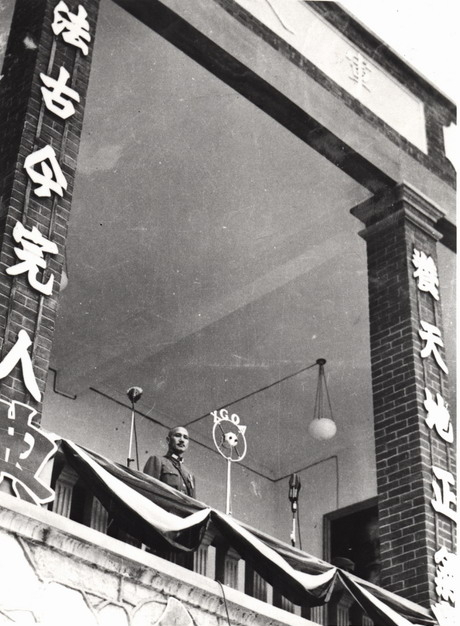
Präsident Chiang Kai-shek erklärte Japan den Krieg auf dem Lu Shan im Juli 1937

Erst seit der Republik China wurde der Lu Shan zu einem Zentrum der chinesischen Politik. Die Hauptstadt der Republik China war Nanjing. Jedoch ist die Stadt berühmt-berüchtigt wegen ihrer Sommerhitze. Von Nanjing zum Lu Shan braucht ein Dampfer nur eine Nacht. Deswegen wählte die Nationalregierung den Lu Shan als ihre Sommerresidenz. Während der Sommerzeit zogen die Oberen der Partei, der Regierung und des Militärs zum Lu Shan. Das gesamte Regierungsgeschäft wurde auch dort erledigt. Auf dem Lu Shan wurden einige folgenschwere Entscheidungen in der modernen chinesischen Geschichte gefällt. Im Sommer 1932 zum Beispiel gab es eine Serie wichtiger politischer und militärischer Treffen. Im Sommer 1933 plante die Nationalregierung ihren Krieg gegen den Kommunisten auf dem Lu Shan. Im Sommer 1937 erklärte Chiang Kai-shek durch eine Rede auf dem Lu Shan Japan den Krieg als Reaktion auf dem Zwischenfall an der Marco-Polo-Brücke. Dies war der Start des Sino-Japanischen Krieges. Japanische Truppen besetzten den Lu Shan im April 1939 und der Lu Shan verlor seitdem die Funktion als Sommerresidenz.
Nach der Ausrufung der Volksrepublik wurden auf dem Lu Shan in den Jahren 1959, 1961 und 1970 drei Mal wichtige Treffen abgehalten. Auf der Konferenz der Parteizentrale vom Juli bis August 1959 gerieten Mao Zedong und Peng Dehuai in Konflikt und Peng wurde demontiert. Im August 1961 wurde auf dem Lu Shan wieder eine Parteikonferenz abgehalten. Der Inhalt dieser Konferenz wurde bis heute nicht veröffentlicht. Medienberichte zufolge ging es hauptsächlich um Lebensmittel, Kaderausbildung und Industriemanagement. Im August 1970 hielt die Partei abermals eine Konferenz auf dem Lu Shan ab. Lin Biao hielt seine letzte Rede auf dieser Konferenz. Die Konferenzen zeigen die Bedeutung des Berges in der jüngeren Geschichte von China.

### Mordanschlag auf Chiang
Im Februar 1931 wurde im Zusammenhang mit dem Machtkampf zwischen Chiang Kai-Shek und Hu Hanmin Hu unter Hausarrest gestellt. General Sun Fo beschloss daraufhin einen Mordanschlag auf Chiang und beauftragte Wang Yaqiao damit. Im Juni erfuhr Wang, dass Chiang auf den Lu Shan umgezogen war, und organisierte eine Anschlagsgruppe mit drei anderen Personen. Sie versteckten die Waffen in Jinhua Schinken und verkleideten sich als Lebensmittellieferanten. Damit konnten sie erfolgreich durch die Kontrolle bis nach Gulin kommen. Allerdings haben sie die Spuren der versteckten Waffen bei der Umverpackung nicht gründlich verwischt, so dass die Wachen von Chiang den Verdacht bekamen, dass in den Schinken Gewehre versteckt waren. Die Wache wurde verstärkt und der Anschlag wurde erschwert. Am 14. Juni glaubte einer der Assassinen, eine Chance entdeckt zu haben, und wollte auf Chiang schießen, der gerade einen Spaziergang machte. Er wurde jedoch von der Wache entdeckt und konnte zwei Schüsse abgeben, die nicht trafen. Daraufhin wurde er von der Wache erschossen. Chiangs Geheimdienstchef Dai Li verdächtigte sofort Wang als Drahtzieher. Allerdings konnte er dies nicht beweisen.

### Schlacht um den Lu Shan
Während des Zweiten Japanisch-Chinesischen Krieges brachen zwischen der chinesischen Nationalarmee und japanischen Truppen auf dem Lu Shan heftige Kämpfe aus. Im Juli 1938 wurde Jiujiang von der japanischen Truppe besetzt. Die dortigen chinesischen Verteidigungseinheiten zogen sich auf den Lu Shan zurück und wurden von den japanischen Truppen umzingelt. Damit wurden sie völlig abgeschnitten. Auf dem Berg waren damals zwei Brigaden, die in der Bewaffnung unterlegen waren. Am 30. Juli begann die japanische Truppe mit dem ersten Sturm und wurde verlustreich zurückgeschlagen. Der japanische Kommandeur Okamura Yasuji forderte Luftunterstützung an. Das Bombardement setzte den Verteidigern schwer zu. Nach der Schlacht um Wuhan zogen die chinesischen Truppen nach Südwesten ab. Die Verteidiger des Lu Shan verloren jeden Kontakt mit der Hauptarmee. Die japanischen Truppen erhielten Verstärkung aus Wuhan. Von Februar 1939 an verstärkte Japan seinen Angriff auf den Lu Shan. Ende März wurde über die Hälfte der chinesischen Verteidiger aufgerieben. Die restlichen Truppen konnten die Umzingelung durchbrechen und ins Hinterland flüchten. Der Berg wurde von Japan besetzt.

## Verkehr

### Fernverkehr
Der Lu Shan verfügt über Luft-, Wasser-, Eisenbahn- und Straßenverbindungen und ist verkehrsmäßig sehr gut angebunden. Der Jiujiang Lushan Airport befindet sich an dem Westausläufer des Berges. Der Nanchang Changbei International Airport ist 60 Kilometer südlich des Lu Shan. Beide Flughafen verbinden den Berg mit den wichtigsten Städten des Landes. Züge der Eisenbahnlinien Beijing-Kowloon, Wuhan-Jiujiang, Hefei-Jiujiang und Tongling-Jiujiang halten an Jiujiang oder direkt unten am Berg. Damit kann man mit dem Zug direkt nach Beijing, Kanton und Wuhan reisen. Jangtsekiang als Wasserstraße ist die älteste Verkehrsanbindung des Lu Shan. Mit dem Schiff kann man bis nach Wuhan, Chongqing, Nanjing und Shanghai fahren. Drei Autobahnen führen am Lu Shan vorbei: Autobahn Hangzhou-Ruili, Autobahn Daqing-Guangzhou und Autobahn Fuzhou–Yinchuan.
Die Distanz von Guling bis zu den Verkehrsknotenpunkten sind: 38 km bis zum Personenhafen von Jiujiang, 40 km bis zum Flughafen Jiujiang Lushan, 34 bis zum Bahnhof Jiujiang und 38 km bis zum Bahnhof Lushan.

### Bergweg
Bevor die Autostraße gebaut wurde, gab es nur sehr einfache Wege, die von den Holzfällern benutzt wurden. Das Bergsteigen war damals sehr schwierig. 1895 begann Edward Selby Little Grundstücke auf dem Berg zu kaufen und erweiterte die Holzfällerwege um Steinstufen. Das war der erste richtige Bergweg. Der Weg führte von der Lotusgrotte bis zu Guling. Trotzdem war der Weg beschwerlich und verlangte eine gute körperliche Verfassung. Als in den 1930er Jahren der Lu Shan zur Sommerresidenz der chinesischen Regierung wurde, musste alles Material durch diesen Bergweg transportiert werden. Nach dem Sinojapanischen Krieg stieg die Nutzung des Weges nochmals an. Es gab zur Gipfelzeit mehr als 2000 Sänftenträger für die Touristen.

### Straßen

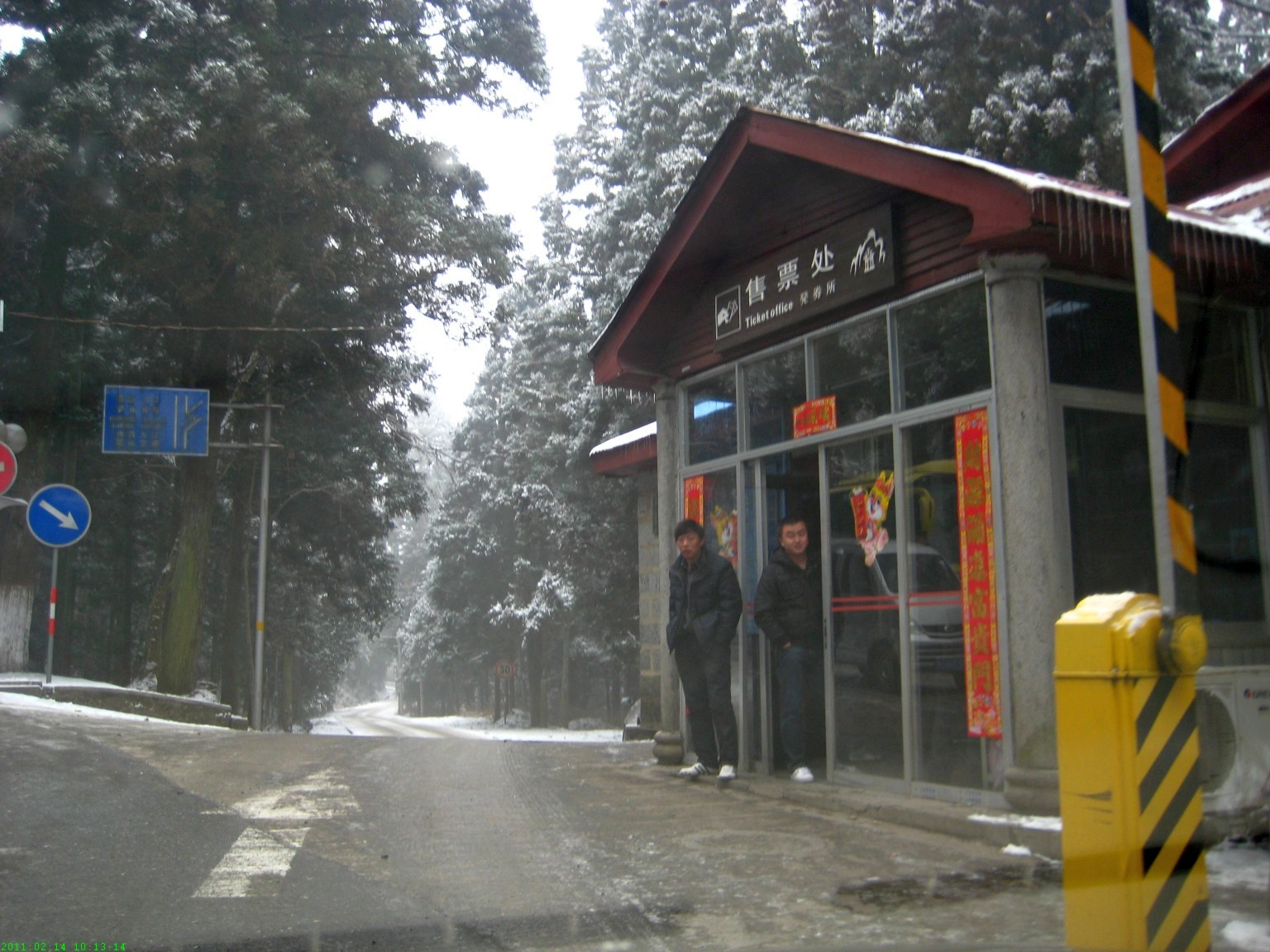
Der Südeingang des Parks

Wegen des erhöhten Nutzungsaufkommens erreichte der Bergweg bald seine Kapazitätsgrenze. Deswegen beschloss die Regierung, eine Autostraße zu bauen. Es wurden mehrfach Ingenieure auf den Berg geschickt, um die Topographie zu kartieren. Ein Deutscher wurde als Architekt engagiert, da jedoch die Lage schwierig war und es der Regierung an Geld mangelte, wurde das Vorhaben nicht verwirklicht. 1949 übernahm die Volksrepublik die Verwaltung des Lu Shan und begann mit dem Bau der Straße. Im Oktober wurde ein Komitee der Provinzregierung gegründet. Der Bau begann im Oktober 1952. Im August 1953 wurde die Straße fertiggestellt. Die Straße verband Jiujiang mit Guling und war insgesamt 24 km lang. Es war eine Schotterpiste von 7,5 Meter Breite. Die Fahrbreite war 4 Meter. Das Gesamtbaukosten betrugen 3,23 Millionen Renminbi Yuan. Da die Straße von der Nordseite auf den Berg führte, wurde sie Nordstraße genannt. Sie war die erste Autostraße des Lu Shan. Im Oktober begann der Bau der zweiten Autostraße des Lu Shan, die Südstraße. Diese Straße wurde am 5. Juli 1971 fertiggestellt. Von da an mussten Autos aus dem Süden nicht einen Umweg nach Jiujiang machen, um auf den Berg zu kommen. Von 1980 bis 2000 wurden die Straßen mehrfach umgebaut. Die Schotterpiste wurde mit Zement und Bitumen gepflastert. Die Straßen wurden auch verbreitet. Im Januar 2005 wurde eine 64 km lange Ringestraße um den Berg gebaut.

### Sänften- und Lastenträger
Bevor die Autostraße gebaut wurde, wurde alles mit Menschenkraft auf den Berg transportiert. Während die meisten Menschen zu Fuß den Berg bestiegen, benutzten die Reichen, Mächtigen, Beamte, Warlords und Ausländer hauptsächlich Sänften. Die normalen Sänften haben vier Träger. Für korpulente Gäste gibt es Sänften mit sechs Trägern. Für besonders Eilige werden acht Träger abgestellt, die wechselnd arbeiten. Vor 1949 gab es auf dem Bergweg über tausend Sänftenträger. Ab 1937 begann die Regierung, eine Verwaltung für die Sänftenträger einzuführen. Es wurde ein Prüfverfahren eingeführt. Die Träger mussten eine Lizenz vorweisen und einheitliche Uniformen mit Nummerierung tragen. Es gab im Jahr 1937 insgesamt 39 Aufsichten und 2041 „offizielle“ Sänftenträger, außerdem noch 443 Lastenträger. Einige hohe Beamte, Ausländer und Firmen hatten auch ihren eigenen Träger.
Auch nach dem Bau der Autostraße gibt es immer noch Stellen, die nur zu Fuß erreichbar sind, und deswegen gibt es bis heute Sänftenträger. Die Lebensumstände dieser Menschen sind oft sehr schwer. Chinesische Medien berichten, dass an einigen Strecken auf dem Berg ein Träger jeden Tag zwei Mal hin und her laufen muss. Jedes Mal werden 60 Yuan kassiert. Davon erhält die Verwaltungsfirma 60 % und der Träger 40 %. Damit kann ein Träger gerade noch sich und seine Familie ernähren. An Tagen mit schlechtem Wetter kommen nicht genug Touristen, damit der Träger seinen Lebensunterhalt verdienen kann.

## Guling

### Internationale Stadt
Guling befindet sich auf 1167 Meter ü.N. Die meisten Villen und Kirchen auf dem Lu Shan sind hier zu finden. Die Stadt ist einer der Gründe, warum der Lu Shan als Kulturerbe ausgezeichnet wurde. Wegen seiner Höhe liegt die Stadt oft im Nebel, deswegen wird sie auch „Bergstadt im Wolken“ (云中山城) genannt. Ab 1895 erwarb der Engländer Edward Selby Little Land in Guling und begann geplant Villen und Kirchen zu bauen. Das zog viele westliche Käufer auf den Lu Shan. Seitdem stieg die Bevölkerungszahl auf dem Berg stark an. Auch die christlichen Kirchen wurden sehr aktiv.

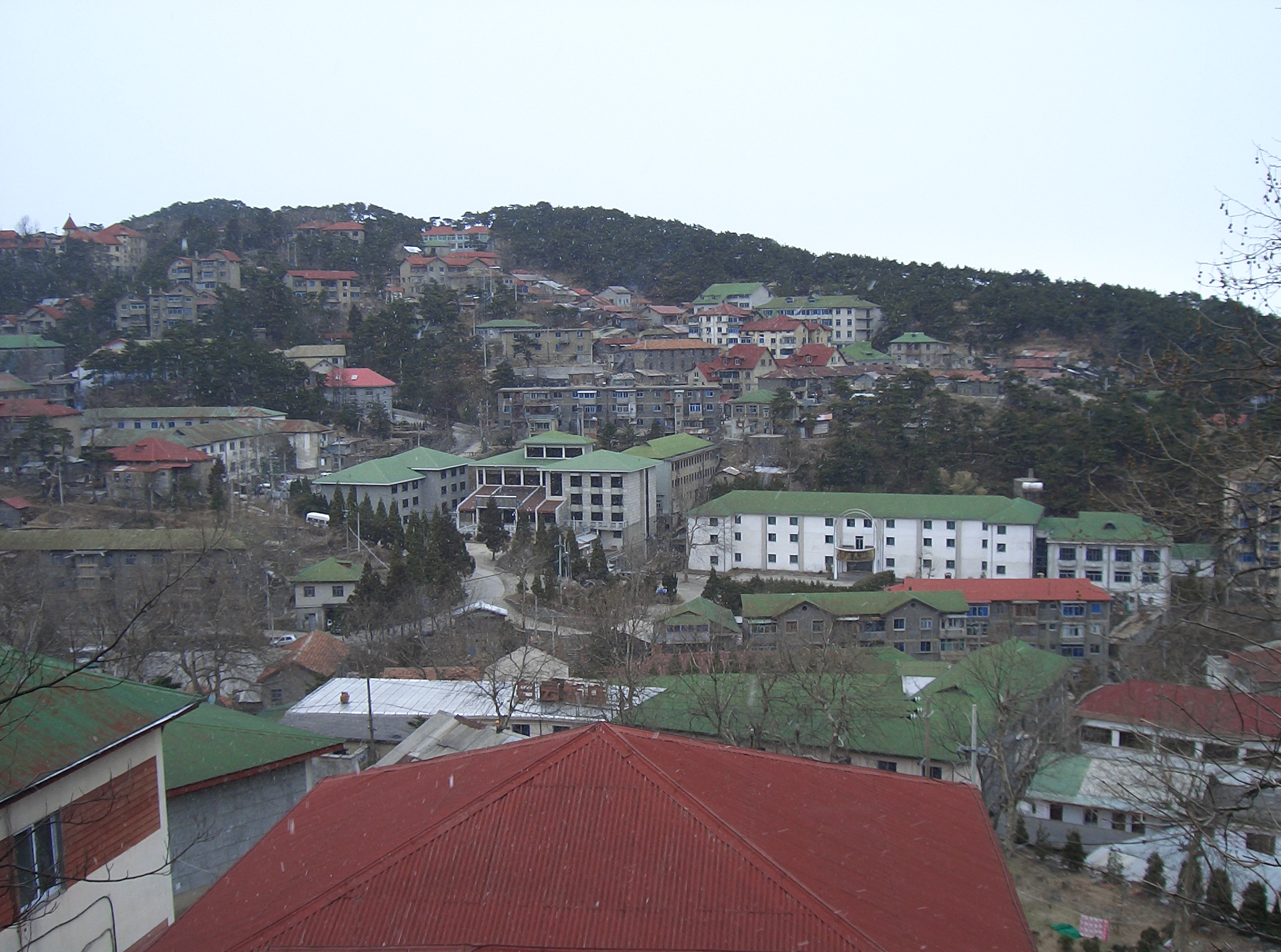
Guling

Der Name Guling stammt von Gu Niu Ling (牯牛岭, Büffelberg). Als die Engländer das Gebiet bebauten, übernahmen sie den Namen und nannten es Cooling (Kühlung), später wurde der englische Name wieder ins Chinesische übernommen und zum Guling. Da die Bauherren in Guling aus allen Herrnländern stammten, sind die Gebäude hier von sehr unterschiedlichen Stilen und Formen. Guling wurde deswegen auch „Gebäude aus zehntausenden Ländern“ (万国建筑) genannt. Das ist in China eine Seltenheit. Auch die Bewohner der Stadt waren vielfältig. Sie kamen aus Großbritannien, Dänemark, Frankreich, Deutschland, den Niederlanden, Russland, Schweden, Finnland, Norwegen, Italien, Belgien, Portugal, Griechenland, Österreich, Tschechien, den USA, Kanada und Japan. Jede der Gruppen hatte ihre eigenen Kirchen, Schulen, Krankenhäuser, sogar Banken und Polizei. In den 1930er Jahren wurde die Konzession von der chinesischen Regierung zurückgenommen und die Bevölkerungsvielfalt auf Lu Shan nahm ab.
Ursprünglich gab es in Guling keine richtigen Straßen. Die Villen wurden über kleine Pfade miteinander verbunden. Die meisten vielstöckigen Gebäude, die Touristen heute in der Stadt sehen, sind nach der Kolonialzeit gebaut worden, während die alten ausländischen Villen meistens viel versteckter und kleiner sind. Guling ist die einzige Stadt in China, die in einem Garten eingebettet und in ihre natürliche Umgebung integriert ist.

### VIP-Villen
Besonders die von Little konzipierten, ein- bis zweistöckigen und recht versteckten und alleinstehenden Villen erfreuen sich großer Beliebtheit bei den chinesischen Politikern. Wichtige Spitzenpolitiker, sowohl von Komingtang wie auch von den Kommunisten, wie zum Beispiel Chiang Kai-Shek, Chiang Ching-kuo, Chen Cheng, Mao Zedong, Zhu De, Zhou Enlai, Lin Biao, Chen Yi, Lin Boqu, Ye Jianying, Deng Xiaoping, Xu Xiangqian, Yang Shangkun, Li Xiannian besaßen ihren eigenen Villen. Selbst der mit den chinesischen Kommunisten befreundete vietnamesische Führer Hồ Chí Minh besaß eine Villa auf dem Lu Shan. Die berühmtesten Villen gehörten Chiang Kai-Shek (Zhongzheng Palast, 中正行宫) und Mao Zedong (Lu Lin 1, 芦林1号).
Chiang Kai-Shek hatte zwei Villen auf dem Lu Shan. Die eine wurde von seiner Frau Song Meiling von einem Ausländer gekauft. Die andere ist der Palast, der von der Regierung erbaut wurde. Der Palast befindet sich an einem Steilhang und hat sehr schöne Aussicht. Er ist ein zweistöckiges Bauwerk und wurde 1934 erbaut. Vor dem Gebäude sind zwei von dem Ehepaar gepflanzte Sicheltannen, die ein beliebtes Andenkenfotomotiv sind.
Mao hatte ebenfalls mehrere Villen, unter anderen die Villa von Madame Chiang, sowie die Villa 175, die von einer Amerikanerin erbaut wurde. Ferner die von der Regierung gebaute Lu Lin 1. Das Gebäude befindet sich neben dem Lu Lin See und war Maos Wohn- und Arbeitsort auf dem Lu Shan. Es wurde 1960 gebaut und ist fünf Mal größer als die Villa von Madame Chiang. Das Gebäude ist wie eine Festung gebaut und kann selbst Kanonenfeuer widerstehen. Die Inneneinrichtung ist wie Maos Wohnung in Zhongnanhai gestaltet.

### Umbau und aktuelle Situation

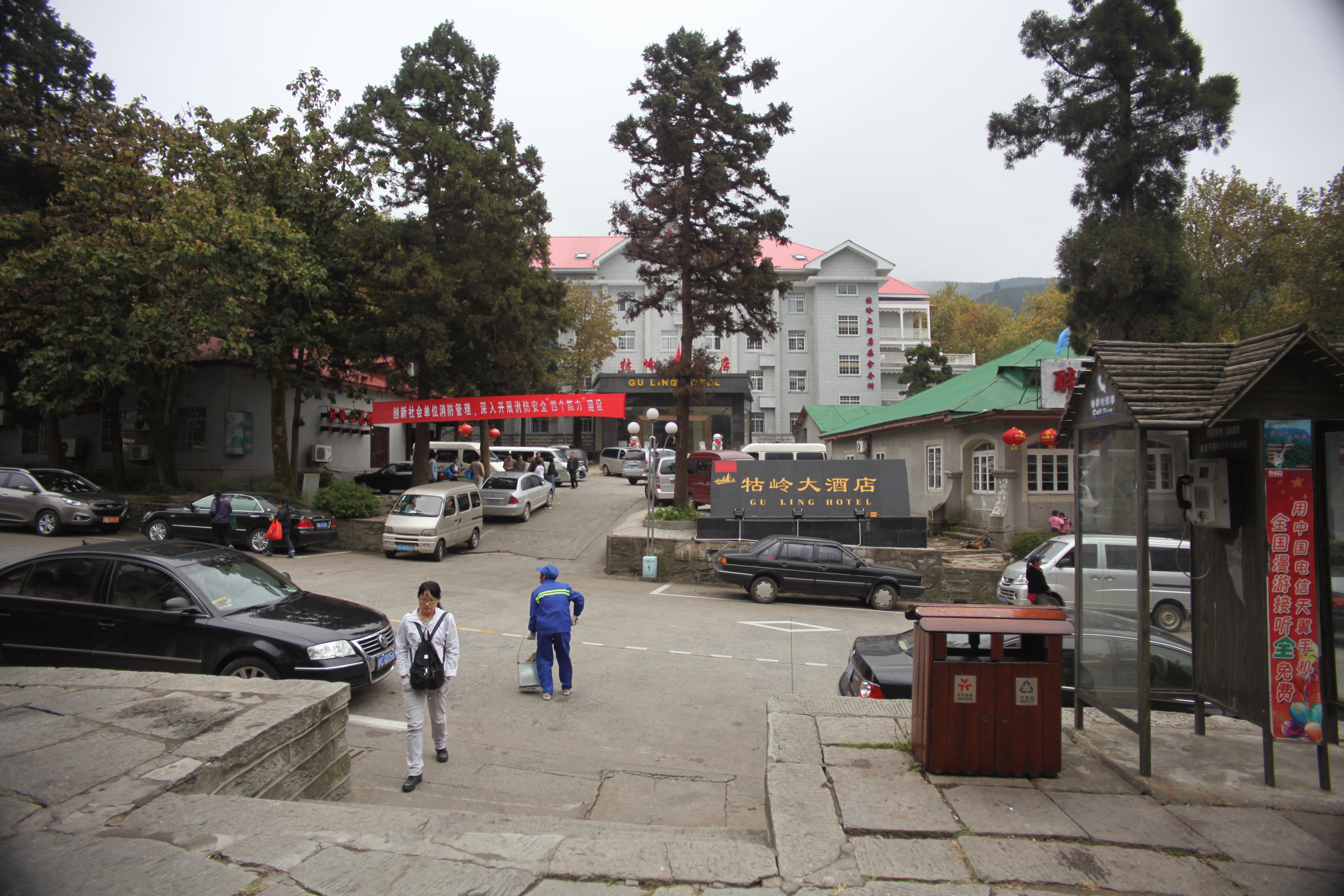
Guling

Von 1953 an hat die Regierung in Guling mehrere Umbaumaßnahmen unternommen. Es wurden neue Parks gebaut, die Steinstraßen wurden erweitert und in Bismutstraßen umgebaut. Nach der Reform und Öffnung wurden viele Geschäfte an Privatunternehmen verpachtet. Wegen mangelnder Regulierung verunstalteten die Geschäfte zunehmend das ursprüngliche Straßenbild. Um das ursprüngliche Straßenbild wiederherzustellen, hatte die Regierung einige Umgestaltungen der Straßen und Gebäude veranlasst. So konnte die westliche Stimmung Anfang des 20. Jahrhunderts wiederhergestellt werden. Einige VIP-Villen wurden zu Hotels umgebaut. Allerdings nehmen die Hotels horrende Preise. So kostet eine Übernachtung in den Villen von Deng Xiaoping und Chiang Ching-kuo jeweils 10.800 und 28.880 Yuan.
Heute gehört Guling zur Stadt Jiujiang und ist eine vollwertige Großgemeinde mit allen dazugehörigen Verwaltungsämtern. Die Großgemeinde hat eine Gesamtfläche von 46,6 Quadratkilometern. Die Großgemeinde ist in drei Einwohnerkomitees (居委会) aufgeteilt und hat eine Dauerbevölkerung von 12.000 Einwohnern.

## Spezialitäten
Die Spezialitätenprodukte vom Lu Shan sind Lu Shan Nebeltee, Steinfisch, Steinhahn und Iwatake. Der Nebeltee ist ein Grüner Tee, dessen Anbau bis auf die Zeit der Han-Dynastie zurückverfolgt werden kann, und gehört zu den berühmtesten Teesorten Chinas. In der Song-Dynastie war er eine der Teesorten, die in den Kaiserpalast geliefert wurden. In der Neuzeit schrieb Zhu De ein Gedicht über den Nebeltee, was den Ruf des Tees sehr gepusht hat. Der Steinhahn ist in Wirklichkeit eine in den Seen und Bächen des Lu Shan lebende Froschart. Sie sieht ähnlich wie der Ochsenfrosch aus, hat einen rauen Rücken und einen glatten Bauch. Steinfisch ist ein kleiner weißer Fisch von drei bis vier Zentimeter Länge, der in den Bächen von Lu Shan lebt. Steinohren sind eine Pilzart und wachsen an Steinen. Sie sehen ähnlich wie Judasohren aus. Steinfisch, Steinhahn und Steinohr werden als Delikatessen des Lu Shan betrachtet und werden als die „Drei Schätze des Lu Shan“ (庐山三宝) bezeichnet.

## Tourismus

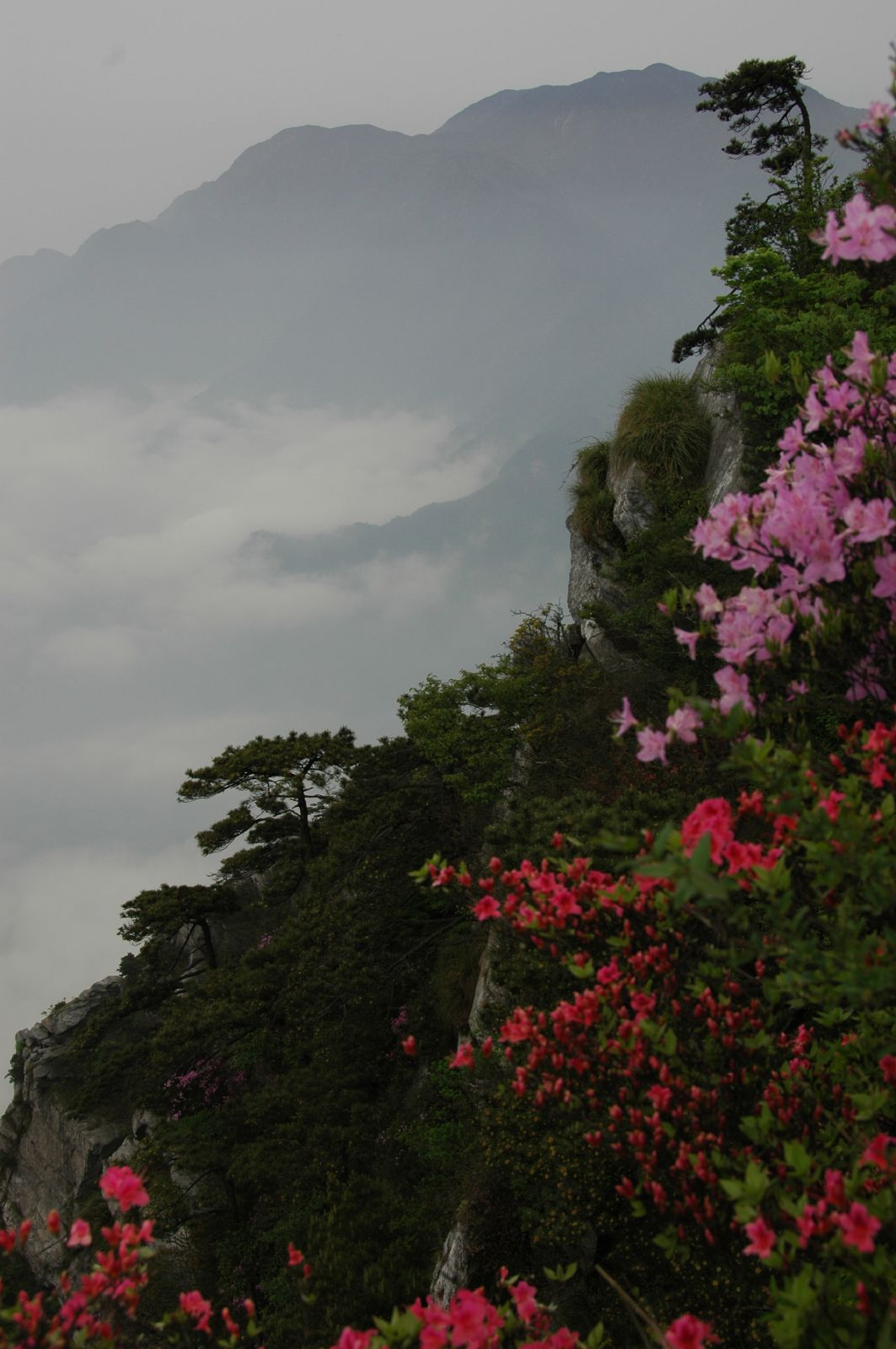
Steile Gipfel und Wolken

### Stellung
Auch wenn der Lu Shan nicht zu den fünf großen Bergen von China zählte, ist sein Einfluss und die Zahl der Besucher nicht geringer als bei den fünf großen Bergen. Er wird als „Hütte der Götter“ bezeichnet und vereint Natur, Kultur, Religion, Bildung und Politik. Viele Touristen besuchen den Berg jedes Jahr.